# Nazionale maschile di pallacanestro degli Stati Uniti d'America
La nazionale di pallacanestro maschile statunitense (United States men's national basketball team) rappresenta gli Stati Uniti d'America nelle competizioni internazionali di pallacanestro organizzate dalla FIBA. È gestita dalla USA Basketball.
La pallacanestro ha avuto i suoi natali negli USA e gli statunitensi si sono sempre considerati i padri del basket (in modo analogo al binomio calcio - inglesi): in nessun luogo come negli USA, infatti, si è cominciato a praticare così presto e con così tanti atleti questo sport. Per questi motivi, a livello internazionale i cestisti USA sono da sempre considerati i migliori, ragion per cui la nazionale ha, per lunghissimo tempo, rifiutato di schierare i suoi atleti di maggior spessore nelle competizioni con altre rappresentative.
Se fino al 1989 la FIBA proibiva ai cestisti NBA statunitensi, e in generale a tutti gli atleti NBA (eccetto gli europei e sudamericani), di partecipare ai Giochi olimpici, gli USA avrebbero potuto comunque schierare i giocatori dell'NBA nelle altre competizioni internazionali (mondiali e campionati americani) oppure formare una rappresentativa coi giocatori professionisti non militanti in NBA. La USA Basketball invece decise che dovevano essere i cosiddetti universitari (o collegiali) a rappresentare il loro paese nelle grandi competizioni internazionali. Le stelle NBA vestirono la maglia della nazionale per la prima volta solamente ai Giochi olimpici di Barcellona del 1992: fu l'esordio del cosiddetto Dream Team. Per estensione il termine "Dream Team" venne da allora talvolta utilizzato per indicare una squadra sportiva che, almeno sulla carta, schiera una rosa di giocatori considerati tra i migliori della specifica disciplina.
Nonostante qualche flop negli ultimi vent'anni, la nazionale statunitense continua ad essere la squadra più vincente del globo. Grazie al successo ai giochi olimpici di Rio de Janeiro nel 2016, dove ha superato in finale la Serbia, ha stabilito uno storico record di 53 vittorie consecutive in partite ufficiali. Nel 2024 la nazionale Usa vince l'oro olimpico ai giochi di Parigi (5° consecutivo e 17° in totale): 98-87 del team di coach Steve Kerr in finale sui padroni di casa della Francia.

## Storia

### I primi decenni
Dalla sua nascita nel 1891, grazie al canadese James Naismith (insegnante di ginnastica alla "YMCA Training School" di Springfield, Massachusetts), lo sport della pallacanestro divenne subito molto popolare negli Stati Uniti e, in modo minore, in Canada. Solo anni dopo la diffusione interesserà altre nazioni del mondo. Alle Olimpiadi di Saint Louis nel 1904 il basket fece la sua prima comparsa, dopo solo 13 anni dalla nascita; si trattò di un torneo dimostrativo, quindi non furono assegnate medaglie. La competizione vide la sola partecipazione di squadre americane, dato che lo sport non era abbastanza conosciuto all'estero per permettere la formazione di rappresentative nazionali: d'altronde per quella data gli stessi USA erano ben lontani da riuscire ad organizzare un torneo a livello nazionale. Lo svolgimento del torneo infatti fu semplicemente una serie di incontri (senza premi o classifiche) tra le varie squadre, suddivise per categoria: amatori (6 squadre, tra cui i Buffalo Germans), college (3 squadre), high schools (4) e scuole elementari (3).
Negli anni a seguire il basket si diffuse in buona parte del globo: nel 1932 viene fondata la FIBA; gli USA, tramite un'associazione denominata allora Amateur Athletic Union (la futura USA Basketball), vi entreranno due anni più tardi. Nel 1935 si tiene il primo Campionato Europeo e un anno dopo si tiene il primo serio evento cestistico a livello internazionale, le Olimpiadi. Infatti in quell'anno, in occasione delle Olimpiadi di Berlino 1936, la pallacanestro tornò come competizione olimpica, stavolta valevole per le medaglie. La prima volta della pallacanestro agonistica ai giochi a cinque cerchi corrispose anche al primo risultato di rilievo della nazionale di Basket maschile USA, che sconfisse in finale il Canada.
Al torneo di Berlino, che si disputò all'aperto (fu la FIBA a voler tentare questo sfortunato esperimento) causando problemi (dovuti alla pioggia) agli atleti, presero parte ben 23 squadre (ma con 3 ritiri anticipati). Gli statunitensi presentarono una squadra di collegiali dilettanti (guidati da James Needles), provenienti in gran parte dagli UCLA Bruins o militanti nella AAU. I cestisti statunitensi ebbero inoltre l'onore di ricevere le medaglie d'oro dalle mani di James Naismith, che inoltre sollevò la prima palla a due del torneo.
Dall'edizione tedesca di allora il basket non sarebbe più mancato ai giochi olimpici.

### Lo strapotere (1948-1971)

#### L'immediato dopoguerra
Il dominio americano, nonostante la rapida diffusione che lo sport ebbe nel mondo, continuò sempre coi collegiali alle Olimpiadi del '48, la prima dopo la fine della Seconda guerra mondiale. Durante il suo cammino netto nella manifestazione londinese il team USA batté le avversarie con uno scarto medio di 33,5 punti a partita, e in finale umiliò la rappresentativa francese 65-21.
Gli olimpionici statunitensi, sotto la guida di Browning, schieravano la futura All-Star Barksdale, oltre ad altri giocatori dal futuro radioso in NBA. Tra essi c'era il duo dei Kentucky Wildcats Beard-Groza; un altro trascinatore della squadra statunitense del 1948 fu il futuro Hall of Fame Kurland (proveniente da Oklahoma State), presente (e decisivo) anche alla vittoriosa spedizione olimpica americana di quattro anni dopo.
Gli USA persero poi i primi Mondiali del 1950 con l'Argentina di Furlong, l'unica a battere, 64-50, gli States nel girone finale: gli USA portarono a quell'edizione un team di collegiali, formato in toto dalla squadra AAU dei Denver Chevrolets, con coach Gordon Carpenter.
Pur essendo il basket negli Stati Uniti organizzato in modo professionale da qualche anno (la NBL dal 1937, la BAA-NBA che nasce nel 1946) la AAU continuò a schierare nelle competizioni internazionali dei dilettanti (scelta che era invece obbligatoria a livello di Olimpiadi). Con i collegiali sul parquet gli States conseguirono la vittoria alle Olimpiadi finlandesi del '52: gli atleti statunitensi, allenati da Warren Womble, provenivano per la maggior parte dai Kansas Jayhawks, campioni NCAA di quell'anno, e potevano contare sulla futura stella NBA e Hall of Fame Lovellette. I cestisti statunitensi arrivarono ai quarti di finale battendo con scarti superiori ai 10 punti tutte le avversarie eccetto il Brasile: dopo aver sconfitto i campioni mondiali argentini 85-76 conquistarono l'oro battendo l'Unione Sovietica 36 a 25.

#### Primo successo mondiale (1954) e dominio a Melbourne (1956)
Due anni dopo, sempre con Womble come coach, gli States si presentarono ai mondiali brasiliani del '54: Kirby Minter fu MVP della manifestazione vinta per la prima volta dagli USA, che finirono davanti al Brasile di Algodão e Wlamir Marques (che perse solo contro gli USA in tutto il torneo). Il primo trionfo mondiale degli Stati Uniti arrivò dopo che la rappresentativa a stelle e strisce chiuse imbattuta il girone finale, vincendo con facilità tutte e 7 le partite del torneo iridato. La federazione statunitense aveva scelto come sua rappresentante ai mondiali i dilettanti Peoria Caterpillars, freschi vincitori del titolo nazionale AAU.
Alla vittoria mondiale (che sarà bissata solamente nel 1986), seguì il successo alle olimpiadi di Melbourne (1956), dove la squadra poteva contare sulla futura leggenda NBA Bill Russell.
Ai giochi a cinque cerchi australiani in finale la nazionale di basket statunitense batté, per la seconda volta in quattro anni, 89-55, l'URSS, che arriverà all'argento anche nelle due successive edizioni olimpiche. Il torneo olimpico di Melbourne vide gli USA di coach Tucker assoluti protagonisti: la squadra vinse tutte le partite con un enorme distacco sugli avversari, oltre 54 punti di media (un record nella storia della pallacanestro olimpica maschile). Nel roster americano, oltre a Russell, c'era anche un altro atleta dei San Francisco Dons: K.C. Jones sarebbe stato futuro compagno del pivot dei Celtics a Boston per lunghi anni, e avrebbe vinto 8 titoli NBA.

#### 1957-71: grandi Olimpiadi, scarsi Mondiali
A livello mondiale i risultati della Nazionale USA, che schiera roster di dilettanti assai mediocri sono alterni, avendo comunque a che fare, negli anni Sessanta, con nazionali in crescita quali il Brasile di Wlamir Marques, Bira e Amaury, la Jugoslavia di Korać e Daneu e la forte Unione Sovietica (Paulauskas su tutti).
Gli Stati Uniti ottengono infatti, tra il 1959 e il 1970 solamente un secondo posto (a Santiago del Cile nel '59), due quarti posti (a Rio '63 e Montevideo '67) e un quinto posto (a Lubiana, dove schieravano un diciassettenne Bill Walton e Tal Brody, leggenda del basket israeliano).
Ai Mondiali del 1959 la squadra fu costituita da una rappresentativa dell'Air Force: la scelta fu dovuta al fatto che per motivi organizzativi (ritardo nel completamento del palazzetto cileno) la rassegna venne posticipata al gennaio del 1959 (pur essendo prevista per il '58), quando erano in svolgimento i campionati dei dilettanti AAU. Quattro anni dopo la rappresentativa degli USA fu costituita da un mix di dilettanti AAU, collegiali e atleti delle forze armate, nel 1970 da collegiali.
Ai Giochi olimpici però l'USA Basketball si assicura di avere sempre una squadra di dilettanti in grado di dimostrare la superiorità della propria nazionale nella pallacanestro: gli statunitensi battono con grande agilità, e senza mai perdere una singola partita, gli avversari fino al 1972. In particolare dopo le 4 sconfitte consecutive inflitte ai sovietici (l'ultima a Tokyo 73 a 59) a Città del Messico è la Jugoslavia ad arrivare seconda (in finale gli USA si impongono 65-50). Questa striscia di vittorie arriva sempre ricorrendo a giocatori non professionisti, mettendo in mostra alcuni atleti del college destinati ad un radioso futuro nella NBA e/o nell'ABA (attiva tra il 1967 e il 1976).
A Tokyo gli Stati Uniti potevano contare su un buon gruppo di futuri ottimi giocatori come Bradley, L. Brown, Caldwell, Hazzard, L. Jackson e J. Mullins. In Messico il roster annoverava invece atleti del calibro di Haywood, Scott e JJ White.

#### Gli olimpionici di Roma
Il torneo olimpico del 1960 vide schierata una rappresentativa statunitense, agli ordini di Pete Newell, altamente competitiva, tanto da essere considerata la squadra di collegiali più forte mai schierata dalla USA Basketball. Sui parquet romani si esibirono, oltre a future All Star NBA come B. Boozer, Dischinger, Imhoff e A. Smith, 4 futuri Hall of Fame; si trattava di Bellamy, Lucas, West e O. Robertson (gli ultimi 3 anche tra i giocatori del cinquantenario). Da notare anche che in quel periodo ABA e NBA si disputavano il controllo della federazione di basket americana: per trovare un compromesso che accontentasse tutti il team USA fu composto da 7 collegiali, 4 giocatori AAU e un rappresentante dell'aviazione (Smith): in questo modo si lasciarono però fuori alcuni eccellenti collegiali (e futuri Hall of Famer) come Havlicek e Wilkens.
La forza del roster permise alla nazionale a stelle e strisce, che inflisse oltre 42 punti di distacco medio, di chiudere al primo posto il girone finale davanti all'URSS, al Brasile di coach Kanela e all'Italia, tutte battute di almeno di 24 punti. La forza e lo spettacolo messo in mostra dagli amatori della nazionale USA a Roma fu tale che essa verrà poi inserita prima nell'US Olympic Hall of Fame, nel 1984 e poi, nel 2010, tra le squadre del Naismith Memorial Basketball Hall of Fame (assieme al Dream Team del 1992).

### La prima controversa sconfitta olimpica di Monaco (1972)
Alle Olimpiadi bavaresi del 1972 la finale del torneo di basket è tra gli Stati Uniti e l'Unione Sovietica, che da anni si era distinta come la seconda nazione più competitiva al mondo nella pallacanestro, avendo vinto ininterrottamente gli europei per 8 volte, dal 1957 all'anno prima, arrivando così a 10 titoli in 20 anni. L'URSS era anche stata la prima rappresentativa nazionale europea a fregiarsi del titolo mondiale, conquistato nel 1967. La federazione di pallacanestro sovietica schierava alle olimpiadi di Monaco grandi atleti quali Modestas Paulauskas e Sergej Belov (oltre all'esperienza di Vol'nov) che avevano condotto l'URSS a ottimi piazzamenti nella grandi manifestazioni internazionali. Questo roster, guidato da coach Kondrašin, non faceva rimpiangere i campioni sovietici degli anni cinquanta e sessanta (a lungo guidati da Stepan Spandarjan) come Zubkov, Muižnieks e Krūmiņš. La rappresentativa sovietica, grazie a questi campioni, era riuscita a ottenere 4 argenti olimpici consecutivi nella pallacanestro, dal 1952 al 1964, e il bronzo all'ultima Olimpiade messicana.
La grande tensione intorno al match era motivata da ragioni non solo agonistiche: in piena guerra fredda la partita di USA contro URSS assumeva chiare valenze extra-sportive.
Gli Stati Uniti provenivano da una serie di 7 ori consecutivi, e avevano vinto l'ultima edizione aggiudicandosi 65-50 la finale contro la Jugoslavia grazie al talento di giocatori come Spencer Haywood e Jo Jo White. La USA Basketball aveva mandato in Germania Ovest una nazionale di collegiali di discreto livello, tra i quali c'era anche un futuro ottimo giocatore NBA (4 volte All-Star): Doug Collins.
Entrambe le squadre avevano finito imbattute il loro girone, vincendo quasi tutte le partite con margini di almeno 10 punti, tranne USA-Brasile e URSS-Jugoslavia. In semifinale la rappresentativa sovietica aveva ottenuto una risicata vittoria 67-61 su Cuba, mentre gli Stati Uniti avevano travolto di 30 punti l'Italia, arrivando con i favori del pronostico al match conclusivo del torneo.
Con tre secondi ancora da giocare, in un finale tiratissimo, l'arbitro concesse due tiri liberi agli States, entrambi realizzati da Collins, che portarono gli americani avanti 50-49. Immediatamente dopo che Collins ebbe seguito il secondo libero, i sovietici ripresero il gioco, ma esso fu quasi subito bloccato (mancava un secondo alla fine): uno degli arbitri aveva fischiato poiché si era creata molta confusione dovuta al fatto che i sovietici volevano usufruire del timeout che, a loro parere, avevano chiamato appena dopo il fischio di fallo su Collins (per costruire uno schema finale) e che doveva, per regolamento, essergli stato assegnato prima del secondo libero. Nella confusione generale gli arbitri decisero che i sovietici, pur non usufruendo del timeout, avrebbero rieseguito la rimessa dal fondo, con tre secondi ancora da giocare; sulla decisione di riprendere con 3 secondi da giocare dal fondo e non con uno con la palla in gioco influì molto l'insistenza dell'allora segretario della FIBA Renato William Jones. Il gioco fu ripreso per essere interrotto dopo un solo secondo dal suono della sirena, con il quale si voleva segnalare che il gioco non poteva riprendere a causa di un errore sul tabellone del tempo da giocare, che doveva ancora essere impostato regolarmente. Il suono della sirena, unito al fatto che in quel secondo i sovietici persero palla, convinsero molti che la partita fosse finita: ci fu un'invasione di campo per festeggiare la vittoria degli USA. Nella confusione ancora maggiore che ne derivò gli arbitri cercarono di far rientrare la situazione alla normalità per far eseguire finalmente la rimessa ai sovietici: la rimessa lunga arrivò a Belov che, sotto canestro, eseguì l'alley-oop buzzer beater che sancì la vittoria sovietica. A gara finita, polemiche e proteste si susseguirono, e alla fine si ricorse a una giuria della FIBA; l'appello degli USA fu respinto 3-2 in una decisione probabilmente influenzata dal clima della guerra fredda, poiché Italia e Porto Rico votarono a favore mentre Cuba, Polonia e Ungheria contro; l'oro dell'URSS venne così confermato. Gli USA, guidati per la terza olimpiade consecutiva dal leggendario Henry Iba, a lungo coach (2 volte vincitore) nella NCAA con gli OSU Cowboys non si presentarono alla cerimonia di premiazione. Si trattò della prima sconfitta olimpica per gli statunitensi, che non vedevano la loro nazionale battuta da oltre 60 incontri.

### 1973-1983: piazzamenti iridati e successo olimpico
Nel 1974 la Amateur Athletic Union, rappresentante fino ad allora degli States nei pannelli della pallacanestro mondiale, si fuse con altre organizzazioni, divenendo la Amateur Basketball Federation of the United States of America (ABAUSA), antenata della USA Basketball.
Dopo un terzo posto (ma i tre team arrivarono a pari merito nel girone facendo decidere il podio al coefficiente punti concessi) ai Mondiali portoricani del 1974 (con una squadra inesperta e giovanissima), dietro alla Jugoslavia di Kićanović (MVP della manifestazione) e Dalipagić e all'URSS di Belov, gli USA si ripresero l'oro olimpico nel 1976. La vittoria di Montréal (con coach Dean Smith) arrivò pur non incontrando l'URSS che fu eliminata in semifinale dalla solita Jugoslavia. Sarà la stessa nazionale balcanica a conquistare (da campionessa europea in carica per la terza volta consecutiva) il Mondiale del 1978 (con Ćosić, l'MVP Dalipagić e Delibašić), dove gli USA saranno solo quinti. In occasione dei mondiali di Manila gli USA mandarono un team di atleti della Athletes In Action (AIA), in quanto il periodo di ottobre vedeva impegnati i collegiali nei campionati nazionali. In questo periodo, Jugoslavia e URSS rappresentano le due maggiori realtà che a livello internazionale riescano a scalfire lo strapotere degli statunitensi.
Nel 1980 gli USA non parteciparono né al primo Campionato americano (vinto dal Porto Rico), che vinceranno nel '92 dopo avervi partecipato per la prima volta tre anni prima, né alle Olimpiadi di Mosca (per boicottaggio a causa dell'invasione sovietica dell'Afghanistan). Bisogna comunque osservare che tradizionalmente i Campionati americani sono sempre stati snobbati dagli USA, considerandoli al massimo come uno scomodo ma necessario torneo di preparazione/qualificazione per le Olimpiadi. I FIBA Americas Championship hanno comunque sempre visto gli States protagonisti; al 2009 la nazionale di basket a stelle e strisce ha vinto la maggior parte di ori lasciando le altre edizioni a Porto Rico, Argentina o Brasile.
Gli USA arrivarono fino alla finale dei Mondiali 1982, ma finirono battuti dai sovietici di Myškin e Tkačenko (vincitori dell'ultimo Europeo). Nel team a stelle e strisce si distinse comunque l'MVP del torneo Doc Rivers.

### 1984-86: campioni mondiali e olimpici

#### L'oro di Los Angeles
Gli USA non ottennero la rivincita olimpica di Monaco di Baviera in una sfida diretta nemmeno nel 1984, dato che l'URSS restituì il boicottaggio olimpico di 4 anni prima non portando atleti a Los Angeles. Alle Olimpiadi californiane arrivò uno scontato oro per gli americani di Jordan (miglior marcatore del team con 17 PPG), Ewing, A. Robertson e Mullin, collegiali con un futuro da superstar NBA. La squadra, considerata una tra le più forti mai portate alle Olimpiadi dagli USA e allenata da Bob Knight, sconfisse nella finale la Spagna di San Epifanio e Martín 96-65.

#### Il secondo trionfo mondiale
Ai Mondiali di Madrid del 1986 la rappresentativa degli Stati Uniti di D. Robinson si riprese la rivincita di quattro anni prima sui campioni continentali dell'Unione Sovietica di Sabonis e Tichonenko, battuta di misura 87-85. Gli Stati Uniti, allenati da Lute Olson, tornarono così sul gradino più alto del podio mondiale a 32 anni di distanza dal loro primo (e fino ad allora unico) oro in quella manifestazione, a Rio de Janeiro. La vittoria assunse maggiore importanza in quanto gli ultimi 2 tornei olimpici di basket non avevano avuto grande rilevanza agonistica a causa dei boicottaggi politici, e quindi negli ultimi anni i Mondiali avevano assunto molto prestigio; altro motivo di vanto fu che il team di collegiali portato in Spagna non era dato assolutamente come favorito, ma futuri giocatori NBA come David Robinson, Charles Smith e Kenny Smith permisero di ottenere un insperato titolo.
Nonostante la vittoria del Team americano il torneo esaltò comunque, per l'ennesima volta, nuove stelle (sempre in maggior numero) del basket internazionale: Oscar Schmidt (che portò il Brasile al quarto posto ed a ottimi risultati ai campionati americani), il top scorer greco (e l'anno successivo campione d'Europa) Galīs, l'MVP jugoslavo Dražen Petrović e altri giocatori-simbolo di squadre in crescita come San Epifanio (Spagna) e Riva (Italia).

### Il biennio nero 1988-1990

#### La disfatta olimpica di Seul
Alle Olimpiadi di Seul del 1988 gli USA, con Manning, Richmond, Majerle e, ancora, David Robinson in squadra, conquistarono solamente il bronzo. Gli USA iniziarono benissimo il torneo, dominando il loro girone e vincendo 3 partite con oltre 40 punti di distacco. Ai quarti di finale arrivò la sesta, facilissima, vittoria consecutiva (94-57 su Porto Rico), che proiettò la squadra all'attesissimo match contro i co-favoriti del torneo, i sovietici. Le due "superpotenze" (cestistiche e politiche) USA e URSS non si affrontavano sui parquet a cinque cerchi dalla storica finale di Monaco del 1972: i sovietici, che potevano contare sul trio lituano Marčiulionis-Kurtinaitis-Sabonis, andarono al riposo con 10 punti di margine che la nazionale americana non riuscì a recuperare perdendo 82 a 76.
Dominando la finalina per il terzo posto contro l'Australia, la rappresentativa statunitense concluse la sua olimpiade asiatica dietro alla Jugoslavia (allenata da Ivković) e all'Unione Sovietica di coach Gomel'skij, che conquistò il suo secondo storico oro olimpico.
Per gli Stati Uniti si trattò del secondo smacco olimpico di sempre, avendo la nazionale USA vinto tutte le altre edizioni a cui aveva partecipato; inoltre, per la prima volta nella loro storia, la rappresentativa di basket americana non arrivò alla finale del torneo a cinque cerchi. A peggiorare le cose ci fu il fatto che, differentemente da quanto accaduto nella contestatissima edizione bavarese del 1972, stavolta la vittoria dei sovietici in Corea del Sud fu chiara e netta, non offrendo scusanti di sospetti e stranezze al team allenato da Thompson.

#### L'ennesima delusione ai Mondiali argentini
Come accaduto a Seul la medaglia di bronzo arrivò anche ai Mondiali di due anni dopo: a Buenos Aires 1990 gli States (detentori del titolo) finirono terzi, venendo eliminati per 99-91 dalla campionessa europea e futura vincitrice, la rappresentativa jugoslava di Petrović, Divac e dell'MVP Kukoč. Gli USA furono rappresentati in terra argentina da cestisti di scarsa esperienza e giovanissima età (20 anni di media), stelle dei college americani e molti destinati ad essere protagonisti del Draft NBA 1992. L'unico futuro grande campione del roster di Mike Krzyzewski era però Alonzo Mourning, mentre Anderson, Gatling e il fenomeno dei college Laettner sarebbero divenuti All-Star.
Di fronte alla seconda delusione in due anni alla USA Basketball, il nuovo nome assunto (il 12 ottobre 1989) dalla federazione USA ex ABAUSA, fu chiaro a quel punto che gli universitari americani non erano più in grado di contrastare senza nessun problema le nazionali maggiori degli altri paesi. Da anni ormai lo scenario della pallacanestro mondiale vedeva diffondersi questo sport ovunque, producendo grandi campioni specialmente in Europa, soprattutto in quella orientale. Il successivo crollo del Muro di Berlino e la conseguente fine della guerra fredda inoltre contribuì non poco alla migrazione di alcuni talenti ex sovietici ed ex jugoslavi nella NBA, rinforzando il movimento cestistico non americano e dandogli maggiore visibilità.

### 1992: il Dream Team

#### La decisione: in campo i "pro"
La semifinale delle Olimpiadi sudcoreane del 1988 rimase una partita storica per il basket: gli americani erano abituati a vincere le Olimpiadi ininterrottamente dall'introduzione dello sport nei giochi nel 1936, eccezion fatta per la controversa finale del 1972 ed ovviamente per le Olimpiadi a Mosca del 1980, dove gli statunitensi non si presentarono per il famoso boicottaggio. La sconfitta con l'Unione Sovietica segnerà l'inizio di una nuova era nel basket, americano ed europeo: il mondiale perso nel 1990 contribuì sì ad accelerare ulteriormente la decisione di rendere maggiormente competitiva la nazionale USA, ma in modo lieve, dato il peso relativo con il quale vengono visti i mondiali di basket negli States. Il Dream Team del 1992 nacque anche e soprattutto per lavare l'onta della sconfitta del 1988, che fece comprendere al mondo cestistico made in USA l'inadeguatezza dei team di soli universitari nelle grandi competizioni. Gli USA capirono, definitivamente, che anche in Europa (e non solo) c'era ormai un folto gruppo di giocatori di alto livello, materiale interessante che adesso faceva ancor più gola alle franchigie della NBA, senza più il paradigma della superiorità dei giocatori indigeni.
Una modifica al regolamento FIBA, nel 1989, permise agli atleti professionisti della NBA di giocare alle Olimpiadi, mentre in precedenza le eccezioni erano solo per i cestisti europei o sudamericani (a quel tempo gli altri continenti erano rappresentati in NBA con pochissimi atleti). Ciò rese possibile ai milionari del basket professionistico statunitense di prendere parte alle competizioni a cinque cerchi, e così la USA Basketball decise di formare un team di stelle per riconquistare l'oro olimpico alla prima occasione.
Il Dream Team (la squadra dei sogni) è appunto il soprannome che venne dato alla squadra statunitense di pallacanestro che vinse la medaglia d'oro alle Olimpiadi di Barcellona 1992, schierando un mix di campioni come mai si erano visti tutti assieme.

#### Risultati del torneo di qualificazione
La nazionale di Basket degli Stati Uniti d'America si qualificò per i Giochi di Barcellona con un record di sei vittorie e nessuna sconfitta nel torneo di qualificazione delle Americhe (i futuri Campionati Americani) tenutosi negli Stati Uniti nel 1992; dopo aver perso, senza i professionisti NBA, la finale di tre anni prima, questa volta gli USA travolsero tutte le avversarie di almeno 30 punti:
- USA 136 - Cuba 57
- USA 105 - Canada 61
- USA 112 - Panama 52
- USA 128 - Argentina 87
- USA 119 - Porto Rico 81
- USA 127 - Venezuela 80

#### Formazione
Il team che vinse il torneo di qualificazione a Barcelona '92 era composto da 12 tra i cestisti migliori nella storia di questo sport e l'élite dell'NBA di allora: gli stessi (e l'intero staff) saranno poi scelti per giocare il torneo olimpico:
- Charles Barkley, dei Phoenix Suns
- Larry Bird, dei Boston Celtics
- Clyde Drexler, dei Portland Trail Blazers
- Patrick Ewing, dei New York Knicks
- Magic Johnson, dei Los Angeles Lakers
- Michael Jordan, dei Chicago Bulls

- Christian Laettner, dalla Duke University
- Karl Malone, degli Utah Jazz
- Chris Mullin, dei Golden State Warriors
- Scottie Pippen, dei Chicago Bulls
- David Robinson, dei San Antonio Spurs
- John Stockton, degli Utah Jazz

Una curiosità: Stockton fu l'unico membro del Dream Team ad indossare il suo solito numero NBA (il 12) alle Olimpiadi; in effetti il playmaker di Utah era l'unico che poteva indossarlo: poiché nei tornei internazionali i numeri delle maglie dei giocatori vanno solo dal 4 al 15, e giocando gli altri componenti della squadra con numeri fuori dall'intervallo consentito, questi ultimi furono costretti a optare per altre numerazioni. Questo era l'elenco dei numeri del "Dream Team": 4 Laettner; 5 Robinson; 6 Ewing; 7 Bird; 8 Pippen; 9 Jordan; 10 Drexler; 11 Malone; 12 Stockton; 13 Mullin; 14 Barkley; 15 Johnson (Johnson volle il numero 15 per essere presentato per ultimo all'inizio delle partite). Infatti la presentazione veniva eseguita usando l'ordine crescente di numeri dei giocatori). Stockton, inoltre, fu il giocatore che mantenne l'ultimo possesso della partita conclusiva, conquistando il diritto di portare a casa il pallone della finale. Gesto che si ripeté quattro anni dopo, alle Olimpiadi di Atlanta 1996. I palloni sono attualmente esposti al Delta Center, impianto degli Utah Jazz, squadra con la quale Stockton giocò per tutta la carriera.
La squadra aveva un potenziale impressionante, potendo contare tra le altre cose su due leggendarie coppie di cestisti dell'NBA: il duo Stockton-Malone (Utah) e quello Jordan-Pippen (Chicago), fresco di repeat; gli altri sette giocatori (Laettner era un collegiale) erano comunque tutti uomini-franchigia delle rispettive compagini. Gli undici professionisti erano tutte pluri-All-Star, ed erano partiti tutti titolari nell'ultima sfida Est-Ovest (Pippen sostituì come starter l'infortunato Bird) tranne Stockton; in futuro, inoltre, sarebbero tutti stati inseriti come singoli giocatori sia nel Naismith Memorial Basketball Hall of Fame (dove sarà inserito anche il Dream Team in sé) sia (tranne Laettner) nell'elenco dei 50 migliori giocatori del cinquantenario della NBA. Questi cestisti avevano vinto gli ultimi 9 titoli di MVP stagionali.

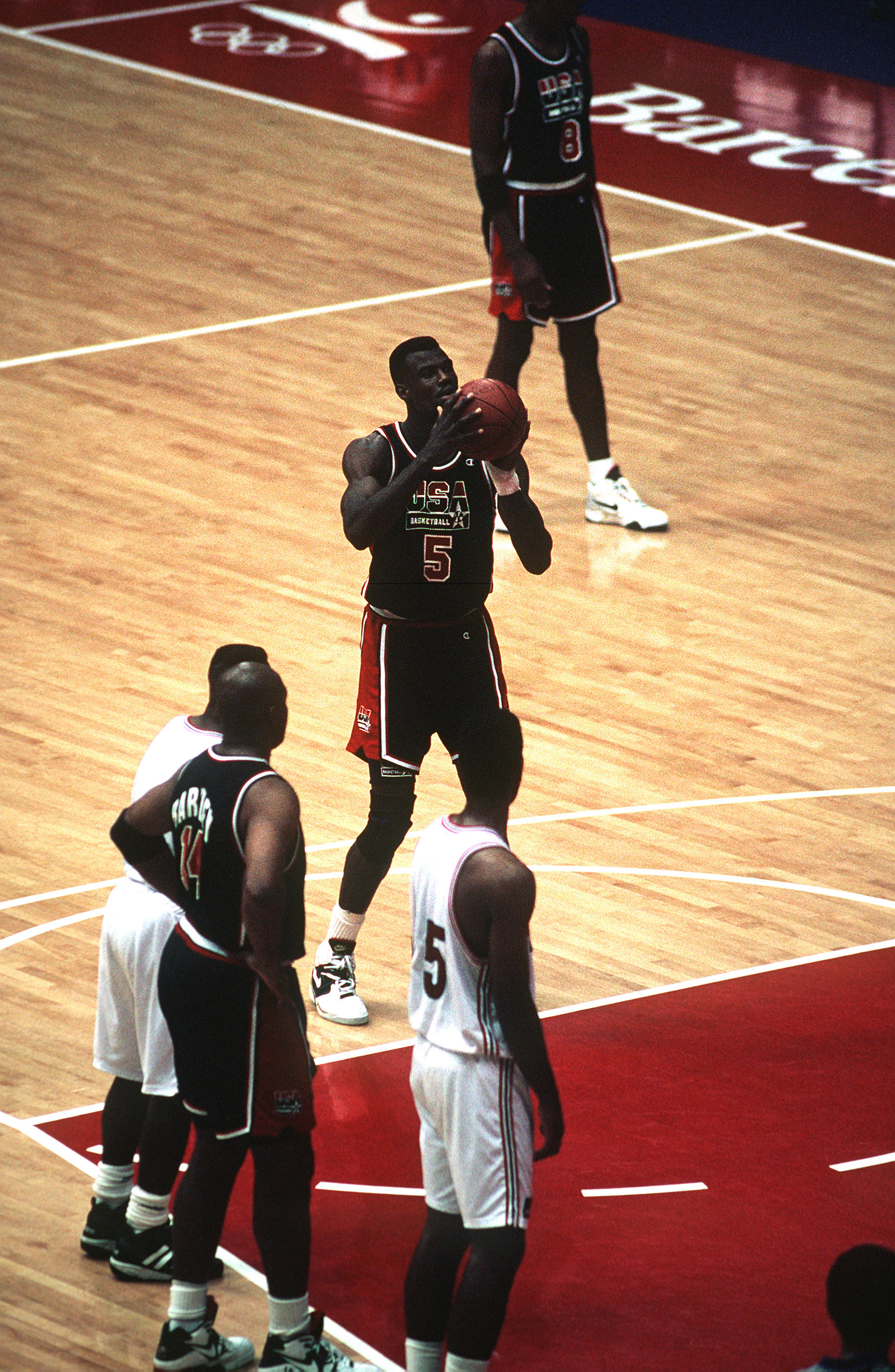
David Robinson

Nel team USA era presente tutto il primo quintetto All-NBA della stagione appena passata e 4/5 del secondo; tra questi tutti (tranne Pippen) erano stati già inseriti almeno 3 volte nei quintetti ideali.
La stella assoluta dell'NBA di quel periodo, era Michael Jordan (già olimpionico nel 1984 con Ewing e Mullin); Jordan fu nominato capitano della squadra assieme a Magic Johnson e Larry Bird. A completare il quadro dei nove (dieci con Laettner) mostri sacri della pallacanestro d'oltreoceano c'erano infatti questi due leggendari giocatori-bandiera della NBA: Bird (Boston Celtics), che aveva disputato le ultime stagioni a ottimi livelli pur limitato dagli acciacchi dell'età, e Johnson (Los Angeles Lakers), ritiratosi nel novembre 1991 dopo aver saputo di aver contratto il virus dell'HIV. Johnson era però tornato in campo per l'NBA All-Star Game 1992 (vincendo il titolo di MVP), e nell'estate era stato selezionato per il Team USA. Per entrambi i cestisti si tratterà del canto del cigno di una straordinaria carriera sui parquet: Bird annuncerà il ritiro dopo aver vinto l'oro olimpico, mentre Johnson tenterà un brevissimo ritorno nell'NBA nel gennaio 1996 per poi allontanarsi definitivamente dal professionismo al termine del playoffs di quell'anno.
Questa squadra straordinaria venne tenuta sotto il limite massimo della sua potenziale grandezza dall'obbligo di inserire un collegiale, Laettner (già membro della sfortunata spedizione dei dilettanti ai Mondiali del 1990), ancora privo di esperienza professionistica, al posto di giocatori più qualificati. Laettner era comunque un eccellente e pluripremiato giocatore a livello universitario, reputato tra i più grandi giocatori collegiali della storia, ed ebbe in seguito una discreta carriera in NBA; tuttavia di fronte a tanti mostri sacri di questo sport non poteva che essere l'anello debole del team.

#### Staff
In panchina sedevano:
- Allenatore capo: Chuck Daly, New Jersey Nets
- Assistente allenatore: Lenny Wilkens, Cleveland Cavaliers
- Assistente allenatore: P.J. Carlesimo, Seton Hall University (NJ)
- Assistente allenatore: Mike Krzyzewski, Duke University (NC)

- Medico di squadra: David Fischer, Minneapolis (MN)
- Medico di squadra: Steve Lombardo, Los Angeles Lakers
- Medico di squadra: Norman Scott, New York Knicks
- Preparatore atletico: Ed Lacerte, Boston Celtics

La scelta della USA Basketball per l'allenatore della rappresentativa statunitense era caduta su Chuck Daly: il futuro Hall of Fame aveva appena lasciato (nell'estate del 1992) i Detroit Pistons per i New Jersey Nets: nei 9 anni a Detroit era arrivato tre volte consecutive alle Finals vincendo due titoli. Pur non avendo esperienza pluridecennale nella lega Daly aveva portato i Pistons ad altissimi livelli: i Bad Boys avevano stupito l'NBA con il loro gioco fisico e aggressivo, riuscendo a scalfire il dominio di Celtics e Lakers e, trascinati da Dumars e Isiah Thomas, avevano ottenuto il repeat (1989/1990). Daly aveva una lunga striscia di stagioni dal bilancio positivo, che lo avevano portato a essere considerato tra i migliori coach in circolazione; inoltre, dopo Pat Riley, era l'allenatore in attività con più anelli conquistati (a pari merito con K.C. Jones).
Come assistenti Daly poté contare su un altro coach NBA, l'espertissimo coach Hall-of-Fame Wilkens, e su due ottimi allenatori a livello di college come Carlesimo e Krzyzewski (Hall-of-Fame con esperienze con la nazionale USA).

#### L'andamento della squadra
Dopo aver vinto la preolimpica a Montecarlo dando 40 punti ai francesi, il Dream Team sbarcò a Barcellona come una della maggiori attrattive sportive e mediatiche dell'evento a cinque cerchi. A causa di questa formazione di stelle, le partite della squadra iniziavano di solito con la squadra avversaria che scattava foto ai propri idoli.
La squadra vinse tutte le partite con margini abissali, senza mai la necessità di chiamare un time out, viaggiando ad una media di quasi 44 punti di distacco inflitti. Anche nella fase finale del torneo gli USA imposero la loro legge, dando 51 punti in semifinale alla Lituania di Marčiulionis-Kurtinaitis-Sabonis e battendo di 32 la Croazia (che pur schierava Dražen Petrović e i futuri atleti NBA Rađa e Kukoč) nella partita valida per la medaglia d'oro. I croati erano già stati battuti ampiamente nel girone eliminatorio, così come la Germania di Schrempf, il Brasile di Oscar e la Spagna di San Epifanio.
Il ruolino di marcia del Dream Team fu:
- USA 116 Angola 48 (gir. eliminatorio)
- USA 103 Croazia 70 (gir. eliminatorio)
- USA 111 Germania 68 (gir. eliminatorio)
- USA 127 Brasile 83 (gir. eliminatorio)
- USA 122 Spagna 81 (gir. eliminatorio)
- USA 115 Porto Rico 77 (quarti di finale)
- USA 127 Lituania 76 (semifinale)
- USA 117 Croazia 85 (finale per l'oro)

Il miglior marcatore della squadra (e del torneo olimpico) fu Charles Barkley con una media di 18 punti a partita e un massimo di 30 realizzati contro il Brasile. Il playmaker John Stockton fu il cestista con il maggior numero di assist (statistica nella quale era il migliore al mondo) della rassegna olimpica.
Mentre l'opportunità di veder giocare assieme i più grandi giocatori del momento venne apprezzata (così come la qualità mostrata), non fu così per l'attitudine con cui la squadra talvolta tendeva a sminuire gli avversari. La grandezza del Dream Team e il suo impatto furono comunque tali da far sì che l'intera nazionale USA di basket maschile fosse successivamente inserita nel Naismith Memorial Basketball Hall of Fame, come era già accaduto agli olimpionici del 1960, e nel FIBA Hall of Fame dal 2017.

### Gli altri "Dream Team": 1994-1996
Una volta infranto il "tabù" di schierare i giocatori NBA la Federazione di Basket USA mostrò l'intenzione di non rendere la prima volta del 1992 un unicum: anche alle successive squadre nazionali, olimpiche e non, degli Stati Uniti con questa caratteristica venne così affibbiato l'appellativo "Dream Team".

#### I mondiali del 1994
Ai Mondiali FIBA del 1994 gli Stati Uniti presentarono, per la prima volta in una rassegna mondiale, atleti NBA, con lo scopo di riconquistare lo scettro iridato e preparare la squadra per le Olimpiadi di Atlanta 1996. Sotto la guida di Don Nelson, la squadra convocata per il Canada fu: numero 4 Joe Dumars, 5 Mark Price, 6 Derrick Coleman, 7 Shawn Kemp, 8 Steve Smith, 9 Dan Majerle, 10 Reggie Miller, 11 Kevin Johnson, 12 Dominique Wilkins, 13 Shaquille O'Neal, 14 Alonzo Mourning, 15 Larry Johnson. Si trattava di una squadra formata da tutti giocatori non convocati alle Olimpiadi spagnole, tra cui spiccavano Kemp, R. Miller e Shaq, che avrebbe vinto il titolo di Miglior giocatore del Mondiale. Gli USA, dopo aver concluso imbattuti i primi due gironi, arrivarono alla fase ad eliminazione diretta, dove incrementarono l'impegno. In semifinale con gli USA arrivò la Grecia (che finirà quarta dietro alla Croazia di Rađa, Kukoč e Komazec); gli ellenici persero di 39 punti e gli americani tornarono in una finale mondiale a 8 anni di distanza dal successo contro i sovietici in Spagna.
All'atto conclusivo della manifestazione gli Stati Uniti vinsero l'oro annientando i russi di Bazarevič con il punteggio di 137-91; pur non reggendo il paragone con il Dream Team precedente gli Stati Uniti dimostrarono una superiorità schiacciante sulle avversarie e conquistarono per la terza volta nella loro storia il Mondiale.

#### Atlanta '96: Dream Team III
L'unica squadra in grado di competere a livello qualitativo con quella del '92 fu quella del '96 (Olimpiadi di Atlanta): per dare maggior risalto ai Giochi olimpici in casa propria la federazione americana decise di creare una squadra sulla scia di quella che aveva divertito e stravinto in Spagna. Anche questo Team annoverò stelle di primissimo piano: col numero 4 Charles Barkley, poi 5 Grant Hill, 6 Anfernee Hardaway, 7 David Robinson, 8 Scottie Pippen, 9 Mitch Richmond, 10 Reggie Miller, 11 Karl Malone, 12 John Stockton, 13 Shaquille O'Neal, 14 Gary Payton, 15 Hakeem Olajuwon. Si trattava di un roster ottenuto dal mix di affermate stelle NBA (tra cui spiccavano Olajuwon e Payton, oltre a 5 reduci del primo Dream Team) e altre più giovani, tra cui O'Neal e Miller (tra i migliori ai vittoriosi Mondiali canadesi).
La rappresentativa degli Stati Uniti, allenata da Lenny Wilkens, dominò il torneo, seppure con una facilità meno irrisoria di quella mostrata 4 anni prima, infliggendo agli avversari in media poco più di 32 punti di distacco. In finale il Dream Team riconfermò l'oro battendo la Jugoslavia, con Obradović in panchina, e sul parquet atleti come Divac, Danilovic, Bodiroga e Đorđević; in questa occasione gli USA ebbero ragione di 26 punti (95-69) dei campioni europei del '95 (che si riconfermeranno anche nell'edizione successiva).

### Il declino: 1998-2006

#### Mondiali greci del 1998: la "sporca dozzina"
Nell'estate del 1998, avvicinandosi i mondiali in Grecia, la Federazione Americana si ritrovò nel mezzo della disputa contrattuale tra i proprietari della franchigie NBA e i giocatori, che era da poco sfociata nella serrata da parte dei primi. Nel pieno dello scontro tra le due parti i giocatori NBA avevano palesato il dubbio di partecipare o meno all'evento iridato: dopo aver atteso a lungo, la USA Basketball decise di rinunciare ad un "Dream Team IV", e alla stelle NBA in generale. In Grecia andò così una squadra formata da giocatori della CBA (lega minore poi in futuro sostituita dalla D-League), collegiali e professionisti di livello minore che giocavano in Europa; l'NBA non era quindi rappresentata, se non con qualche giocatore che vi aveva giocato manciate di minuti (solo Brad Miller, in futuro, si costruirà una solida carriera nella Lega). L'unica nota di rilievo della nazione USA era il coach, Rudy Tomjanovich degli Houston Rockets, campione NBA coi texani nel biennio 1994-95.
Il team che si recò ad Atene era così composto: 4 Trajan Langdon, 5 Michael Hawkins, 6 Kiwane Garris, 7 Jason Sasser, 8 Jimmy King, 9 Bill Edwards, 10 Jimmy Oliver, 11 Wendell Alexis, 12 Gerard King, 13 David Wood, 14 Ashraf Amaya e 15 Brad Miller. Gli Stati Uniti, reduci da un periodo d'oro da Barcellona '92 in poi (avendo anche vinto il Campionato Americano dell'anno prima con una squadra rimaneggiatissima), si presentarono così con una squadra sconosciuta e poco competitiva. Dopo aver concluso il girone imbattuti, gli USA vinsero di poco con l'Italia, per poi essere eliminati per 66-64 dalla Russia di Karasëv (che finì seconda dietro alla Iugoslavia dell'MVP Bodiroga); alla fine per gli States arrivò il bronzo con la vittoria sulla Grecia. Il risultato, apparentemente negativo, non fu comunque preso con preoccupazione, essendo perlopiù attribuito alla scadente qualità generale del roster: inoltre da più parti la squadra ricevette invece molte lodi, tanto da venire soprannominata La sporca dozzina (Dirty dozen, dal titolo del celebre film del 1967) poiché, nonostante l'inesperienza, profuse grande impegno e mostrò un ottimo gioco di squadra, con il quale cercò di sopperire alla relativa scarsa qualità dei suoi singoli.

#### L'oro olimpico di Sydney
A partire dal 2000 la USA Basketball decise di puntare su giocatori dell'NBA di livello medio per partecipare ai Giochi olimpici, in controtendenza alle ultime due esperienze a cinque cerchi: i forfait di molti campioni furono decisivi per questa scelta. La squadra che disputò le Olimpiadi di Sydney 2000 era composta da: 4 Steve Smith, 5 Jason Kidd, 6 Allan Houston, 7 Alonzo Mourning, 8 Tim Hardaway, 9 Vince Carter, 10 Kevin Garnett, 11 Vin Baker, 12 Ray Allen, 13 Antonio McDyess, 14 Gary Payton, 15 Shareef Abdur-Rahim.
Tolti tre fuoriclasse, uno per ruolo (Kidd playmaker, Garnett ala grande e Mourning pivot), gli altri membri della rappresentativa, sempre guidata da Rudy Tomjanovich, erano di livello molto inferiore a quelli delle due squadre olimpiche precedenti. La squadra ricalcava per la maggior parte il team che aveva vinto agilmente i Campionati Americani 1999 (qualificanti per Sydney), il che faceva ben sperare in vista del torneo australiano. Al roster di qualità non eccelsa si aggiunse la sempre maggiore crescita delle altre nazionali (anche extraeuropee) che iniziarono a schierare giocatori che militavano nella NBA in modo massiccio, e non come singoli campioni inseriti in contesti mediocri, costituendo così mix di giocatori NBA e non, giovani e più esperti, altamente competitivi.
La nazionale USA passa imbattuta il proprio raggruppamento nella fase di qualificazione, dando 47 punti alla Cina, 46 alla Nuova Zelanda e 32 all'Italia di Carlton Myers, e vincendo con margini più ridotti con Lituania e Francia. Proprio l'ultima partita del girone contro la Francia (futura finalista), vinta 106-94, viene ricordata una strepitosa azione d'attacco di Vince Carter, che recupera una palla persa e va a canestro scavalcando in schiacciata la testa del pivot francese Frédéric Weis alto 2 metri e 18 cm. La schiacciata passerà alla storia come "le dunk de la mort", come titolarono i giornali francesi.
Approdati alla fase ad eliminazione diretta, ai quarti di finale la rappresentativa statunitense batté con relativa facilità i russi (85-70), ma sfiorò la sconfitta in semifinale contro la Lituania (vincendo 85-83), che avrebbe conquistato il suo terzo bronzo olimpico di fila, e che aveva già costretto gli States a un margine non i doppia cifra nella fase a gironi (prima volta che accadeva ai pro). Grazie al buzzer-beater da 3 punti fallito da Jasikevičius (che avrà anche una breve parentesi in NBA) gli americani approdarono in finale: ritrovata la sorprendente Francia nel match per l'oro, le Olimpiadi di Sydney 2000 furono vinte dagli USA battendo i "bleu" 85-75 in un match molto equilibrato.
Il torneo olimpico, vinto al termine di una serie di partite sempre combattute e con distacchi contenuti, incrinò l'aura di invincibilità della nazionale di basket americana, presagendo risultati molto meno straordinari di quelli del quadriennio 1992-1996.

#### Fuori dal podio iridato (2002)
Nel 2001 gli USA, dopo quattro vittorie consecutive, arrivarono ultimi ai campionati continentali, portando una squadra di collegiali assai debole, dal momento che erano già qualificati di diritto come host nation ai Mondiali del 2002.
Un anno più tardi la Nazionale a stelle e strisce ottenne un imbarazzante sesto posto ai Campionati del Mondo del 2002, peggior piazzamento di sempre per una squadra americana in questa manifestazione. La prestazione ai Mondiali, giocati per di più in casa, ad Indianapolis, fece ritenere il soprannome Dream Team non più appropriato per la nazionale USA, che 24 anni dopo i Mondiali di Manila (coi collegiali sul parquet) non arrivò sul podio. Il risultato del 2002 (grazie anche alla comunque imbarazzante prestazione agli ultimi campionati continentali), eclissò la vittoria olimpica in Australia, perché il piazzamento fu ottenuto in una competizione di grande rilievo.
La pessima prestazione della squadra allestita per i Mondiali statunitensi fece scalpore poiché sulla carta schierava giocatori NBA di alto livello, anche se non vere e proprie stelle, al contrario di quanto avvenuto ai Mondiali precedenti. Il roster era formato da: 4 Michael Finley, 5 Baron Davis, 6 Andre Miller, 7 Jermaine O'Neal, 8 Antonio Davis, 9 Paul Pierce, 10 Reggie Miller, 11 Shawn Marion, 12 Jay Williams, 13 Ben Wallace, 14 Elton Brand, 15 Raef LaFrentz. Coach George Karl dovette affrontare sia le assenze di molte superstar alla competizione (infortuni come Kidd e Allen, rinunce come Bryant, Shaq e Garnett) sia l'agguerrita concorrenza, vista la presenza di molti campioni (tra i quali spiccò l'MVP del torneo Nowitzki che portò i tedeschi al bronzo).
Durante la rassegna iridata la rappresentativa degli Stati Uniti subì ben tre sconfitte: con l'Argentina campione americana di Ginóbili nel girone (prima sconfitta in assoluto di un team USA con giocatori NBA), con i campioni d'Europa della Jugoslavia (di Divac, Bodiroga e Stojaković) nella fase ad eliminazione diretta ed infine con la Spagna di Gasol nel match per il quinto posto.

#### Atene 2004: ilNightmare Team
Visti i recenti insuccessi, in ottica Atene 2004 vennero richiamati a rapporto i giocatori di primo piano, che conclusero facilmente al primo posto (che garantiva il pass per Atene) i Campionati Americani 2003 valevoli come qualificazioni per le Olimpiadi greche. L'estate successiva in Grecia però molti dei cestisti (10 su 12) di quel roster rifiutarono la convocazione, chi per infortunio, chi per paura di attentati e chi per altre ragioni: in particolare da notare le assenze di stelle quali Kidd, Bryant e McGrady.
Il "Dream Team" del 2004 si presentò quindi con: 4 Allen Iverson, 5 Stephon Marbury, 6 Dwyane Wade, 7 Carlos Boozer, 8 Carmelo Anthony, 9 LeBron James, 10 Emeka Okafor, 11 Shawn Marion, 12 Amar'e Stoudemire, 13 Tim Duncan, 14 Lamar Odom, 15 Richard Jefferson. Nonostante le defezioni si trattava comunque di un'ottima squadra, puntando sulla voglia di vittoria di molte giovani promesse (come le scelte del Draft 2003 Wade, Anthony e James) e sulle prestazioni dei campionissimi Duncan e Iverson. La squadra era completata da altri ottimi atleti NBA. Nonostante ciò, il 3 agosto 2004, a Colonia (Germania), nel corso di un torneo preolimpico, arrivò la prima sconfitta del "Dream Team" in un incontro amichevole: a battere gli Stati Uniti è l'Italia, con il punteggio di 95-78. Il risultato suscita scalpore, al punto che la stampa americana ribattezza la selezione USA Nightmare Team ("squadra da incubo"), facendo giustamente presagire la delusione a venire.
Ad Atene la squadra statunitense, sotto la guida di Larry Brown, conquistò solo la medaglia di bronzo, dietro ad Argentina ed Italia, con un bilancio complessivo di 5 vittorie e 3 sconfitte (dal '48 ad allora alle Olimpiadi gli USA erano stati battuti solo due volte), confermando quelle che erano le prime cattive impressioni avute dai tornei preolimpici. Il risultato ottenuto nella rassegna olimpica pesò come un macigno sulla Federazione di basket USA, che si vide sfuggire la medaglia d'oro, a 16 anni dalla delusione di Seul.
Gli USA persero due partite nella fase a gironi: prima una netta sconfitta all'esordio con Porto Rico di 19 punti (massimo scarto mai subito dal basket maschile USA) e una con la Lituania. Il girone fu concluso con la qualificazione con la testa di serie più bassa, nonostante le vittorie risicate contro Australia e Grecia e quella agile contro l'Angola. Il bronzo arrivò nella finalina per il terzo posto contro la Lituania, dopo l'estromissione in semifinale da parte dei futuri campioni dell'Argentina, trascinati da Emanuel Ginóbili e Luis Scola (anche lui futuro NBA), dopo che la rappresentativa statunitense aveva passato i quarti sconfiggendo la Spagna.

#### Il bronzo mondiale del 2006
Un altro pessimo risultato arrivò ai Mondiali di basket del 2006 in Giappone, in cui gli Stati Uniti conclusero con un altro terzo posto. Davanti alla Nazionale a stelle e strisce finì la campionessa Spagna (capitanata dall'MVP nonché stella NBA Pau Gasol, affiancato a giocatori come Garbajosa) e la Grecia campionessa d'Europa in carica di Papaloukas, Diamantidīs e Spanoulis, che eliminò gli USA in semifinale. Dopo lo choc olimpico in terra ellenica la USA Basket incaricò il celebre GM Jerry Colangelo di formare un Team per riscattarsi, in duo con l'altrettanto famoso coach di Duke Mike Krzyzewski. La richiesta ai cestisti era un progetto a lungo termine di impegno triennale (Mondiali 2006-Olimpiadi 2008): gli americani schieravano una formazione di tutto rispetto, ma ciononostante incapace di tornare alle vittoria. I dodici erano: 4 Joe Johnson, 5 Kirk Hinrich, 6 LeBron James, 7 Antawn Jamison, 8 Shane Battier, 9 Dwyane Wade, 10 Chris Paul, 11 Chris Bosh, 12 Amar'e Stoudemire, 13 Brad Miller, 14 Elton Brand, 15 Carmelo Anthony. Sebbene le rinunce fossero state molte, e il roster statunitense in Giappone si mostrò svogliato nonostante le indubbie qualità.
Il sempre maggiore miglioramento del livello medio delle nazionali di pallacanestro di tutto il mondo, oltre alla poche motivazioni dei campioni chiamati a rappresentare gli USA (e le difficoltà di gestione del roster), portarono così gli USA a perdere per la seconda volta in pochi anni una competizione che sulla carta li vedeva sicuri vincitori. La situazione in un certo senso si poté paragonare alle difficoltà incontrate dagli USA negli anni settanta e ottanta contro le rappresentative della Jugoslavia e dell'Unione Sovietica. In questo momento storico pur essendo sparite queste due grandi Nazionali (le cui eredi geopolitiche maggiori a livello cestistico furono Croazia, Russia, Serbia e Lituania), che si erano spartite, con gli USA 10 mondiali dal 1967 al 2002 e, tra loro, 22 edizioni degli europei (su 28) dal 1957 al 2001, altre nazionali (non ex stati del Patto di Varsavia) diventarono assai competitive, come Argentina, Grecia e Spagna. Nonostante il bronzo mondiale del 2006, nel 2007 la nazionale statunitense vinse il campionato americano: infatti la squadra era formata da giocatori di alto livello, da ricordare Kobe Bryant, Dwyane Wade e LeBron James.

### La rinascita (2008-2014)

#### Pechino 2008: ilRedeem Team
Lunedì 23 giugno 2008 venne reso noto il roster dei dodici giocatori convocati per l'olimpiade di Pechino sotto la guida di coach Mike Krzyzewski (alla guida degli USA anche ai Mondiali giapponesi):
- Jason Kidd, playmaker dei Dallas Mavericks
- Chris Paul, playmaker dei New Orleans Hornets
- Deron Williams, playmaker degli Utah Jazz
- Kobe Bryant, guardia dei Los Angeles Lakers
- Dwyane Wade, guardia dei Miami Heat
- Michael Redd, guardia dei Milwaukee Bucks

- Carmelo Anthony, ala piccola dei Denver Nuggets
- Tayshaun Prince, ala piccola dei Detroit Pistons
- LeBron James, ala piccola dei Cleveland Cavaliers
- Carlos Boozer, ala grande dei Utah Jazz
- Chris Bosh, ala grande dei Toronto Raptors
- Dwight Howard, centro degli Orlando Magic

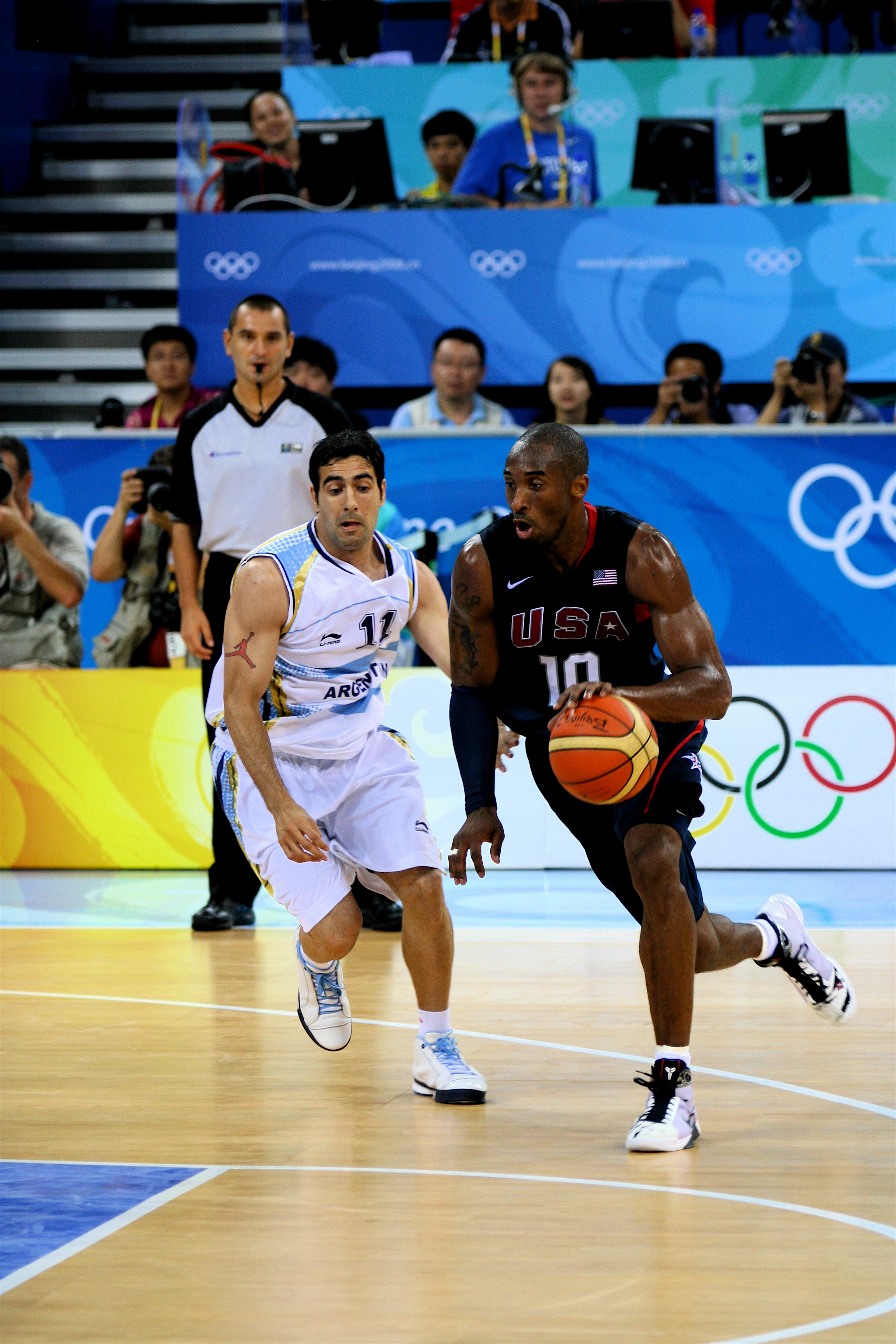
Kobe Bryant

Il roster si differenziava, in positivo, da quello dei mondiali di due anni prima, dato che erano stati fatti innesti col chiaro scopo di alzare il livello medio della squadra ed evitare una nuova sconfitta olimpica: furono lasciati a casa giocatori come Hinrich, Battier o Miller, inserendo la superstar Kobe Bryant, oltre ad altri ottimi atleti come Dwight Howard e Deron Williams. Come playmaker titolare fu richiamato dopo 5 anni un giocatore di indubbia esperienza e di qualità tecniche come Jason Kidd, affiancato dal promettente Chris Paul. Altri ottimi atleti si rivelarono Chris Bosh, Tayshaun Prince ed un immarcabile Dwyane Wade, vero trascinatore del team Usa, oltre ai già affermati LeBron James e Carmelo Anthony. Si trattava per 2/3 della squadra che aveva conquistato, annientando tutte le avversarie, la qualificazione al torneo di basket a cinque cerchi l'estate precedente, ai vittoriosi FIBA Americas Championship 2007 di Las Vegas.
Questa squadra, considerata se non la più forte possibile che il Team statunitense potesse schierare ai Giochi di Pechino, ma comunque molto vicina, è stata ribattezzata con un'assonanza al più classico soprannome Dream Team, ossia Redeem Team (Squadra della Redenzione), poiché doveva riconfermarsi campione dopo tante vergognose sconfitte come i già citati Mondiali 2002 ad Indianapolis, le Olimpiadi di Atene 2004 e i Mondiali 2006 in Giappone.

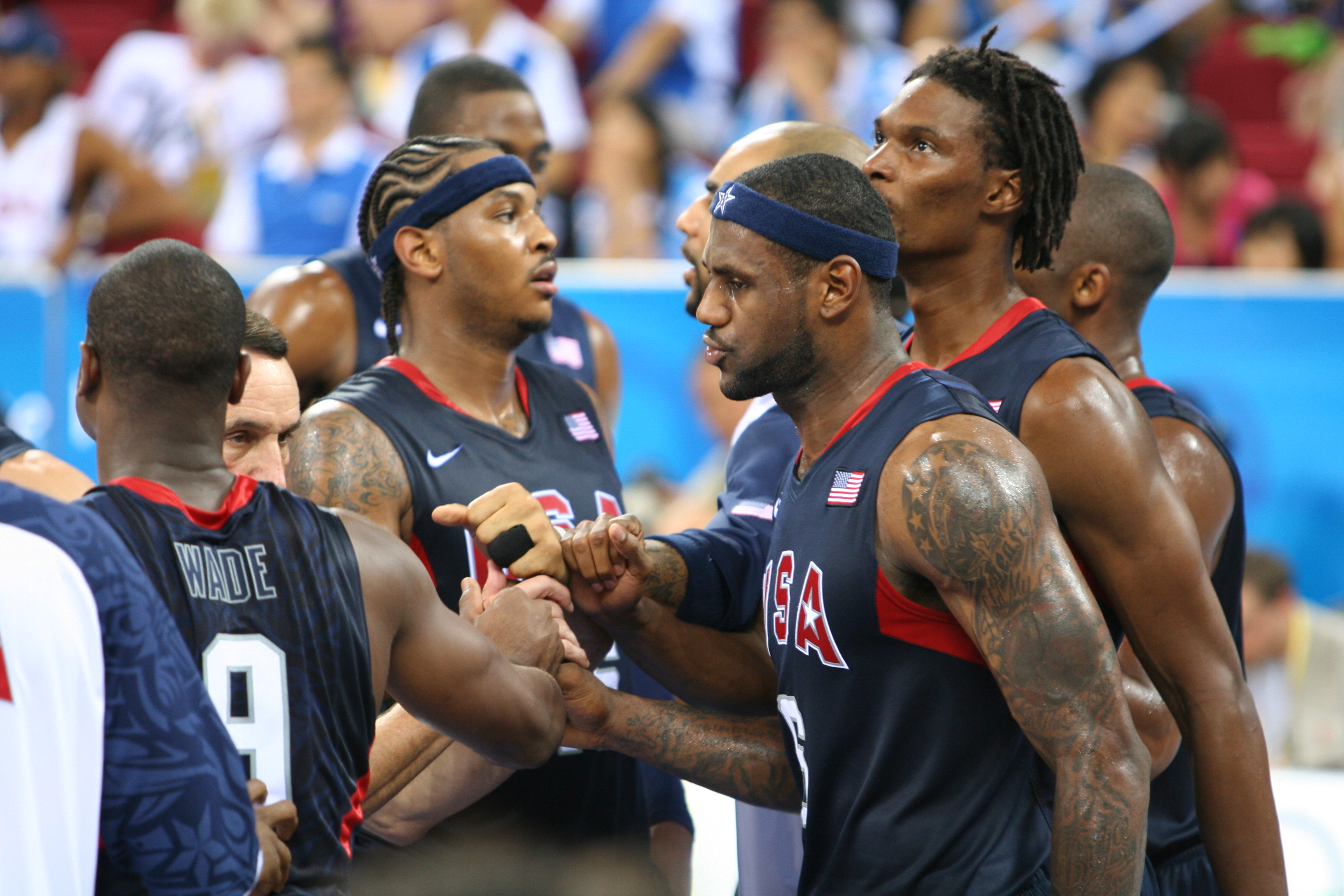
Wade, Anthony, James e Bosh.

Dopo aver dominato il girone battendo tra le altre i Campioni del Mondo (e vicecampioni europei) in carica della Spagna, la Cina e la Germania (guidate dalle stelle NBA Ming e Nowitzki) con uno scarto medio di 32,2 punti, gli USA accedono ai quarti di finale della competizione. Nella fase ad eliminazione diretta la squadra è riuscita a raggiungere la finale per la medaglia d'oro travolgendo prima l'Australia e poi prendendosi la rivincita di Atene 2004 contro l'Argentina. L'ultimo ostacolo per il Team USA, fu superato il 24 agosto, battendo per la seconda volta, in una memorabile finale, la Spagna. Il match conclusivo del torneo maschile di pallacanestro finì con il punteggio di 118-107 (record di punti totali segnati in una gara olimpica per l'oro): il miglior marcatore del Team USA nella finale fu Dwyane Wade (top scorer USA del torneo con 16,1 ppg) con 27 punti (9/12 al tiro), seguito da un ispirato Kobe Bryant con 20 (11 nell'ultimo quarto), LeBron James (14), Chris Paul e Carmelo Anthony (13 ciascuno).
Il team statunitense conquistò così l'oro olimpico di Pechino, vincendo tutte le 8 partite del torneo (dando spettacolo), infliggendo agli avversari uno scarto medio di 28 punti a partita, pur rimanendo distante dai livelli delle nazionali olimpiche di Barcellona '92 e Atlanta '96.

#### L'oro al Mondiale turco (2010)

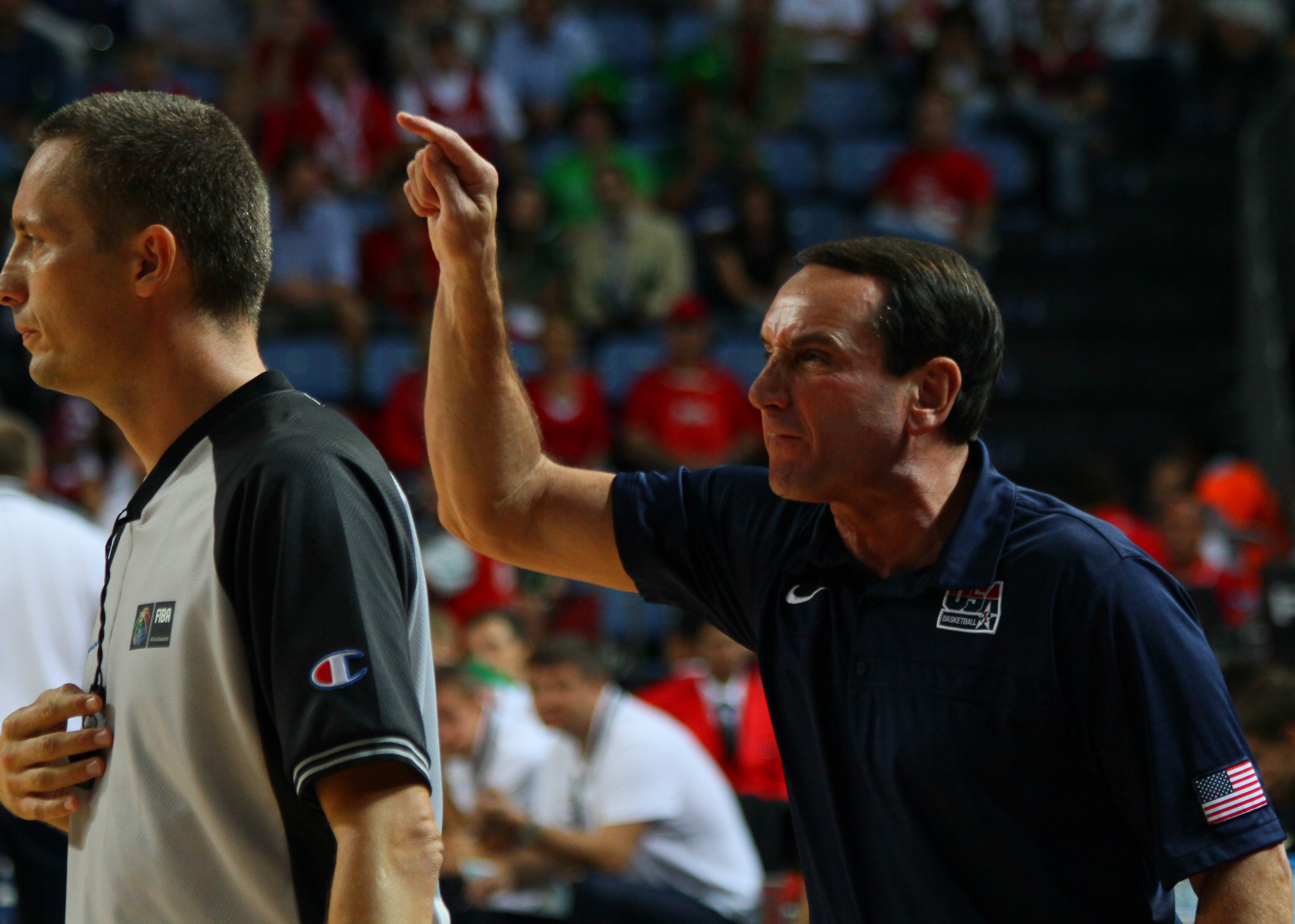
Mike Krzyzewski

Gli Stati Uniti parteciparono di diritto ai Mondiali in Turchia in quanto campioni olimpici, senza così aver bisogno di partecipare ai FIBA Americas Championship 2009, qualificanti per il torneo iridato. Costretti a rinunciare a molte stelle per svariati motivi, gli USA, sempre sotto la guida di coach Krzyzewski (al suo terzo Mondiale), si presentano con 12 giocatori completamente diversi dagli olimpionici di Pechino.
Il roster, con tutti cestisti NBA, era composto prevalentemente da giovani (in particolare 6 "classe '88"), bilanciato da innesti di esperienza (Billups e Odom) o comunque di buon livello. Il team USA era così composto: 4 Billups, 5 Durant, 6 Rose, 7 Westbrook, 8 Gay, 9 Iguodala, 10 Granger, 11 Curry, 12 Gordon, 13 Love, 14 Odom e 15 Chandler. Pur non schierando grandi campioni gli USA nelle partite di avvicinamento al Mondiale mostrano grande affiatamento ed ottenendo ottimi risultati: la squadra si presenta così ai nastri di partenza della manifestazione come principale favorita alla riconquista del trono iridato, 16 anni dopo il successo del 1994, anche grazie ai forfait di molti campioni delle altre rappresentative nazionali. 

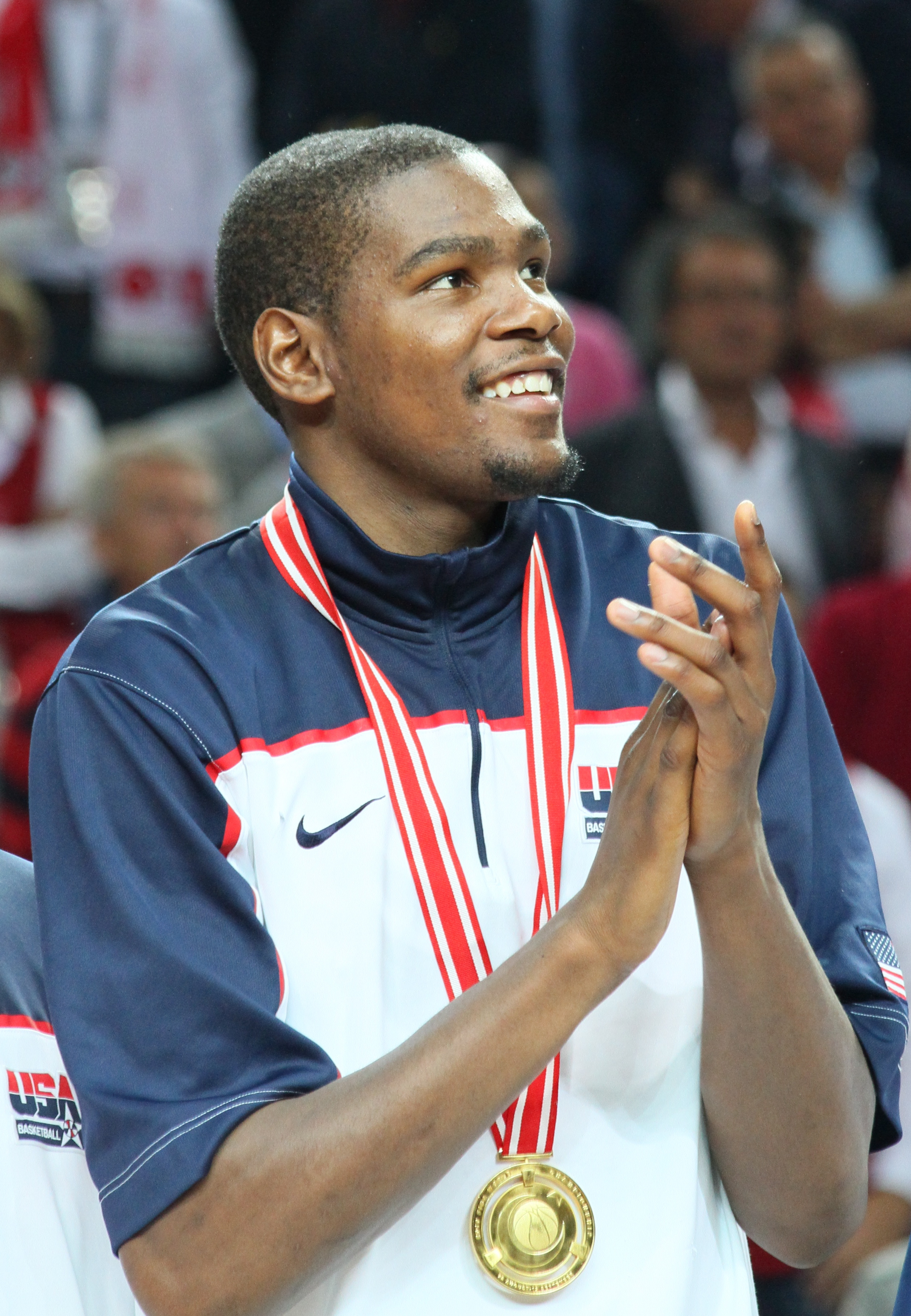
Kevin Durant, MVP del torneo

La giovane squadra statunitense non tradisce le aspettative e, dopo aver chiuso al primo posto il girone eliminatorio con 5 vittorie su altrettante partite, arriva all'oro iridato battendo nell'ordine Angola (121-66), Russia (89-79), Lituania (89-74) e Turchia (84-61).
Stella assoluta del team USA e della manifestazione (premiato alla fine come MVP del Mondiale) è Kevin Durant, il più forte tra i giovani giocatori della NBA; è lui, il top scorer dell'ultima stagione NBA, a condurre i suoi con grandi prestazioni offensive (media nel torneo 22,8 ppg). In particolare nella fase ad eliminazione diretta Durant segna 33 punti nei quarti contro la Russia, 38 (tournament high) contro la Lituania (in semifinale) ed infine 28 nella finale vinta 81-64 contro i padroni di casa della Turchia, guidati da Türkoğlu.
Il resto della squadra profonde comunque un ottimo impegno globale: pur con problemi di lunghi, un solo centro effettivo nel roster, gli USA dominano così il torneo iridato con una squadra centrata su Durant e le rotazioni di una panchina molto profonda, mettendo in mostra velocità, forza atletica ed energia. Dopo 3 edizioni mediocri gli Stati Uniti, già campioni olimpici, tornano in possesso del Naismith Trophy, chiudendo il Mondiale imbattuti, con una sola vittoria non in doppia cifra (di 2 punti contro il Brasile nel girone). La squadra statunitense ha saputo anche approfittare di un Mondiale con molti assenti illustri, che ha però comunque messo in risalto sia team giovani (come la Serbia di Teodosic e la Lituania di Kleiza) sia le solite big come l'Argentina di Scola e la Spagna di Navarro, rispettivamente campionessa americana e europea in carica.

#### Londra 2012: Team Usa schiacciasassi

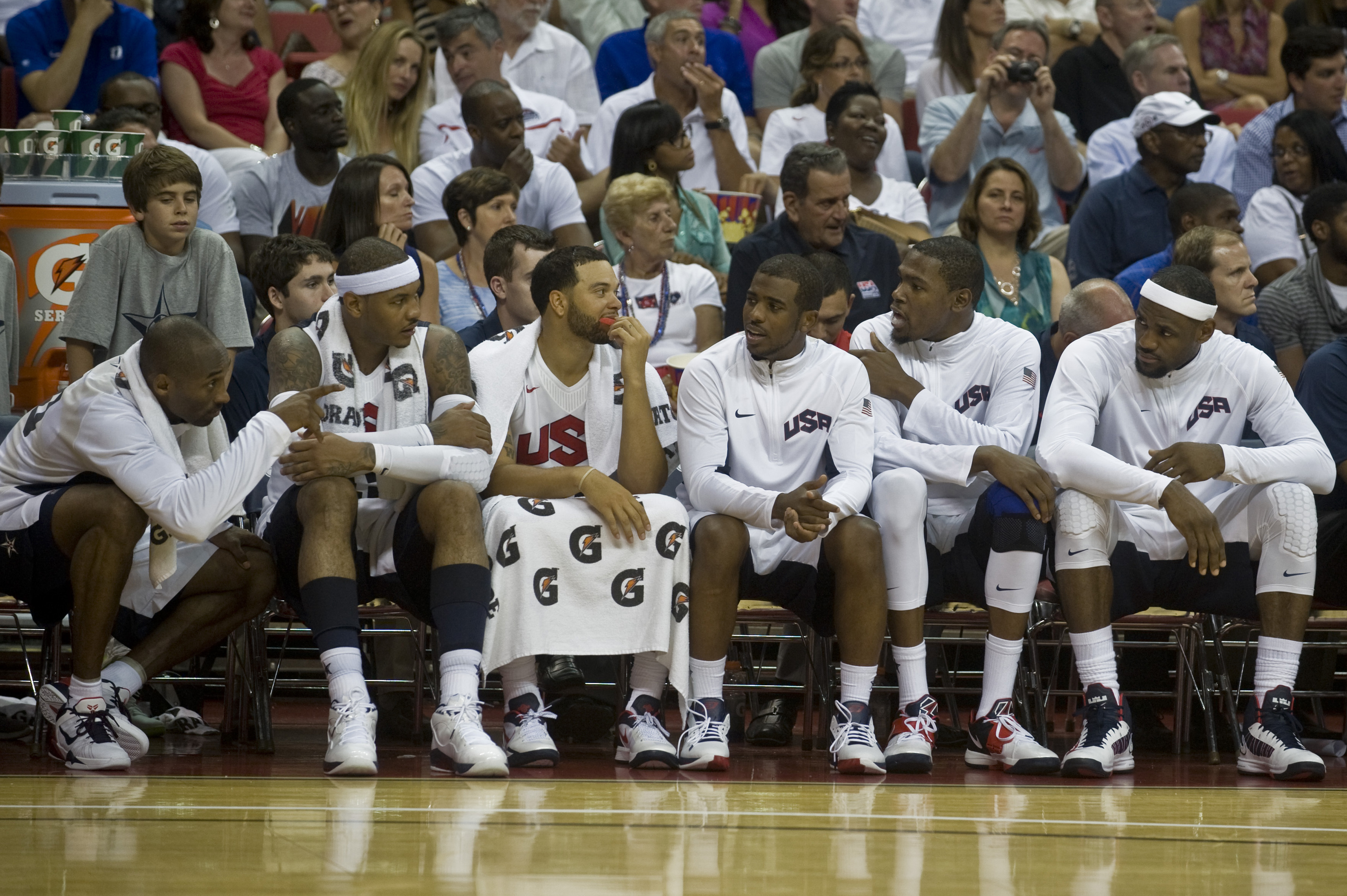
Il Team USA, da sinistra a destra: Kobe Bryant, Carmelo Anthony, Deron Williams, Chris Paul, Kevin Durant e LeBron James

Per le Olimpiadi di Londra gli USA decidono di allestire una super-squadra affidandosi ad un mix tra i migliori giocatori di Pechino 2008 e Istanbul 2010. Nella marcia di avvicinamento al 7 luglio 2012, data di ufficializzazione della formazione, la squadra perde purtroppo per infortunio molti campioni: Derrick Rose (rottura del legamento crociato anteriore durante i playoff NBA), Dwight Howard (operato per un'ernia al disco), Dwyane Wade (intervento di pulizia al ginocchio), Chris Bosh (postumi dell'infortunio agli addominali patito durante la Finale NBA) e Blake Griffin (lesione del menisco già durante il ritiro pre-olimpico con la nazionale). Il giorno 7 luglio 2012, Mike Krzyzewski coach della Nazionale, ha reso noto il roster dei 12 cestisti che parteciperanno ai Giochi di Londra. Ecco i 12 del roster definitivo: col numero 4 Tyson Chandler, 5 Kevin Durant, 6 LeBron James, 7 Russell Westbrook, 8 Deron Williams, 9 Andre Iguodala, 10 Kobe Bryant, 11 Kevin Love, 12 James Harden, 13 Chris Paul, 14 Anthony Davis e 15 Carmelo Anthony.
Nella prima partita contro la Francia, il Team Usa ha vinto 98 a 71 con i 22 punti di Kevin Durant; i 14 punti di Kevin Love e i 10 di Kobe Bryant mentre per la Francia ci sono i 12 punti di Traore e i 10 di Tony Parker. La seconda partita si disputa il 31 luglio contro la Tunisia dove Il Team Usa vince 110 a 63 con i 16 punti di Carmelo Antony e Kevin Love. Nella terza partita Team Usa stabilisce un nuovo record olimpico battendo la Nigeria 156-73 (ben 83 punti di scarto!), con una prestazione strepitosa da parte di Carmelo Anthony che in soli 14 minuti mette a segno ben 37 punti, con 10 su 12 da tre. Notevole anche la prestazione di Russell Westbrook con 21 punti e di Kobe Bryant con 16 punti mentre per la Nigeria ci sono i 27 punti di Ike Diogu e i 7 di Al-Farouq Aminu. La quarta partita viene disputata contro la Lituania il 4 agosto dove il Team Usa dopo la splendida partita contro la Nigeria rischia la sconfitta vincendo solo di 5 punti: 99 a 94 con i 20 punti di LeBron James, altrettanti quelli di Carmelo Anthony, i 16 di Durant e i 6 di Bryant, mentre per la Lituania ci sono i 25 punti di Kleiza, gli 11 punti di Songaila, i 14 di Pocius. L'ultima partita del girone A il Team Usa la disputa contro l'Argentina dove vince 126 a 97. La partita nei primi due quarti è equilibrata con un 60 a 59 per gli Usa, ma nel terzo quarto il Team Usa segna 42 punti finendo il terzo quarto 102-76. Altra grande prestazione di Kevin Durant che mette a referto 28 punti.
I quarti di finale il Team Usa li disputa contro l'Australia battendola 119 a 86 con i 20 punti di Kobe Bryant che mette a segno nel quarto periodo in 1 minuto 12 punti con 4 triple consecutive, i 17 di Carmelo Anthony e i 18 di Williams, ottima anche la prestazione di LeBron James che mette a segno una tripla doppia con 11 punti,11 rimbalzi e 14 assist mentre per l'Australia ci sono i 26 punti di Mills, i 19 di Ingles e gli 11 di Anderson. La semifinale il Team Usa la disputa contro l'Argentina vincendo 83 a 109 con i 19 punti di Kevin Durant 18 punti di Lebron James con 7 rimbalzi e 7 assist e i 18 di Carmelo Anthony, per l'Argentina non bastano i 18 punti di Ginóbili e i 15 di Scola. La finale per l'oro vede di fronte al Team Usa la Spagna di Sergio Scariolo, nel remake della finale di 4 anni prima. Dopo tre quarti equilibrati (con gli Stati Uniti avanti di un solo punto 83-82) il Team Usa prende il largo chiudendo 107-100 grazie ai 30 punti di Kevin Durant. Non bastano invece agli spagnoli i 24 punti di Pau Gasol (con 9 rimbalzi e 7 assist) e i 21 di Juan Carlos Navarro.

#### Mondiali 2014
Durante i Mondiali 2014 la squadra non è al suo meglio, infatti molti giocatori hanno deciso di non partecipare al mondiale e Paul George, non ha potuto partecipare a causa di un infortunio. La squadra è quindi composta da:
4 Stephen Curry, 5 Klay Thompson, 6 Derrick Rose, 7 Kenneth Faried, 8 Rudy Gay, 9 DeMar DeRozan, 10 Kyrie Irving, 11 Mason Plumlee, 12 DeMarcus Cousins, 13 James Harden, 14 Anthony Davis, 15 Andre Drummond. In molti pensavano che a causa delle assenze questa squadra non potesse raggiungere il livello delle altre, e invece non è stato così: la squadra non solo ha vinto l'oro, ma ha anche battuto tutti i suoi avversari senza mai perdere una partita con la media superiore ai 33 punti di scarto a partita, facendo meglio anche di molte squadre precedenti. I gironi sono risultati semplici, con l'eccezione della partita contro la Turchia, che è riuscita a mettere in difficoltà il team USA per i primi tre quarti. Nella fase finale del torneo gli Stati Uniti hanno affrontato e battuto senza problemi il Messico e la Slovenia, poi in semifinale hanno battuto la Lituania e in finale la Serbia guidata da Bogdan Bogdanovic, che però non è riuscito a guidare i suoi oltre il secondo posto. L'MVP del torneo è stato Kyrie Irving che ha giocato bene fin dalle prime partite riuscendo a guidare la sua squadra soprattutto nei momenti di difficoltà. Insieme a lui nel miglior quintetto del mondiale è stato selezionato Kenneth Faried, che ha avuto ottime prestazioni.

### Tra alti olimpici e bassi mondiali (2014-)

#### Dal successo di Rio al flop in Cina
Il team USA vince l'oro in finale contro la Serbia superandola di 30 punti (96-66 il punteggio), rimanendo imbattuta per tutto il torneo olimpico. Kevin Durant risulta essere il top scorer dell'incontro con 30 punti a referto, oltre ad essere il miglior realizzatore di team USA del torneo olimpico con 19,4 punti a partita. Molto più deludente si rivelerà invece il Mondiale cinese del 2019, dove la nazionale a stelle e strisce dopo aver passato - con non poche difficoltà - i primi due turni eliminatori cade ai quarti di finale contro la Francia.

#### L'oro di Tokyo (2021) e il quarto posto mondiale (2023)
Team Usa si presenta ai Giochi della XXXII Olimpiade con i favori del pronostico nonostante si presenti con un roster allestito da coach Gregg Popovich di qualità molto inferiore rispetto alle edizioni olimpiche precedenti. Nonostante defezioni importanti come Kevin Love, Steph Curry e Klay Thompson, vengono convocati comunque top player come Kevin Durant, Damian Lillard e Draymond Green, affiancando giovani promesse e giocatori già affermati come Khris Middleton, Zach LaVine e Jayson Tatum. L'obiettivo è anche riscattare la pessima figura rimediata nel 2019 ai mondiali, conclusi al settimo posto. Dopo un inizio incerto con la sconfitta contro la Francia per 83-76 (prima sconfitta ai Giochi dopo 17 anni, da Atene 2004), team Usa si riscatta travolgendo Iran per 120-66 e nella terza partita la Repubblica Ceca 119-84. Passato il girone da seconda alle spalle della Francia, gli Usa passano i quarti di finale superando i grandi rivali della Spagna di Ricky Rubio (autore di 38 punti) e Pau Gasol con il punteggio di 95-81 e i 29 punti di un ispirato Durant. In semifinale arriva la vittoria sull'Australia per 97-78 con Durant ancora protagonista con 23 punti e 9 rimbalzi. In finale per la medaglia d'oro team Usa si ritrova la Francia, che supera di un punto (90-89) la favorita Slovenia in semifinale. La squadra di Popovich gioca un buon incontro e rimane sempre avanti nel punteggio, in una partita molto equilibrata. Alla fine è 87-82 per gli Usa con 29 punti di Durant, 19 di Tatum e 11 di Lillard. Nella Francia chiudono con 16 punti a testa Fournier e Gobert. Team Usa vince così il quarto oro consecutivo, vincendo un torneo olimpico con buone prestazioni alternate a molte incerte e deludenti. Kevin Durant chiude il torneo con il terzo oro olimpico e una media di 20.7 punti a partita.
Se nei tornei a cinque cerchi il successo statunitense si conferma, dunque, una costante, la stessa cosa non si può dire per i campionati mondiali: anche nel 2023, infatti, team USA (guidato ora da Steve Kerr) non riuscirà a conquistare il titolo, venendo sconfitto in semifinale dalla Germania futura vincitrice e concludendo in una quarta posizione frutto della successiva sconfitta nella finale per il bronzo contro il Canada.

## Partecipazioni ai tornei internazionali

### Mondiali
| Anno | Luogo                        | Piazzamento   | V  | P |
| ---- | ---------------------------- | ------------- | -- | - |
| 1950 | Argentina                    | Secondo posto | 4  | 1 |
| 1954 | Brasile                      | Campioni      | 9  | 0 |
| 1959 | Cile                         | Secondo posto | 7  | 2 |
| 1963 | Brasile                      | Quarto posto  | 6  | 3 |
| 1967 | Uruguay                      | Quarto posto  | 7  | 2 |
| 1970 | Jugoslavia                   | Quinto posto  | 6  | 3 |
| 1974 | Porto Rico                   | Terzo posto   | 9  | 1 |
| 1978 | Filippine                    | Quinto posto  | 6  | 4 |
| 1982 | Colombia                     | Secondo posto | 7  | 3 |
| 1986 | Spagna                       | Campioni      | 11 | 1 |
| 1990 | Argentina                    | Terzo posto   | 6  | 2 |
| 1994 | Canada                       | Campioni      | 8  | 0 |
| 1998 | Grecia                       | Terzo posto   | 9  | 3 |
| 2002 | Stati Uniti                  | Sesto posto   | 9  | 3 |
| 2006 | Giappone                     | Terzo posto   | 8  | 1 |
| 2010 | Turchia                      | Campioni      | 9  | 0 |
| 2014 | Spagna                       | Campioni      | 9  | 0 |
| 2019 | Cina                         | Settimo posto | 6  | 2 |
| 2023 | Filippine Giappone Indonesia | Quarto posto  | 5  | 3 |

### Olimpiadi
| Anno | Luogo             | Piazzamento                         | V | P |
| ---- | ----------------- | ----------------------------------- | - | - |
| 1936 | Berlino           | Campioni                            | 3 | 0 |
| 1948 | Londra            | Campioni                            | 8 | 0 |
| 1952 | Helsinki          | Campioni                            | 8 | 0 |
| 1956 | Melbourne         | Campioni                            | 8 | 0 |
| 1960 | Roma              | Campioni                            | 9 | 0 |
| 1964 | Tokyo             | Campioni                            | 9 | 0 |
| 1968 | Città del Messico | Campioni                            | 9 | 0 |
| 1972 | Monaco di Baviera | Secondo posto                       | 8 | 1 |
| 1976 | Montréal          | Campioni                            | 6 | 0 |
| 1980 | Mosca             | Non partecipanti (per boicottaggio) | - | - |
| 1984 | Los Angeles       | Campioni                            | 7 | 0 |
| 1988 | Seul              | Terzo posto                         | 6 | 1 |
| 1992 | Barcellona        | Campioni                            | 8 | 0 |
| 1996 | Atlanta           | Campioni                            | 8 | 0 |
| 2000 | Sydney            | Campioni                            | 8 | 0 |
| 2004 | Atene             | Terzo posto                         | 5 | 3 |
| 2008 | Pechino           | Campioni                            | 8 | 0 |
| 2012 | Londra            | Campioni                            | 8 | 0 |
| 2016 | Rio de Janeiro    | Campioni                            | 8 | 0 |
| 2020 | Tokyo             | Campioni                            | 5 | 1 |
| 2024 | Parigi            | Campioni                            | 6 | 0 |

### Campionati americani
| Anno | Luogo           | Piazzamento      | V  | P |
| ---- | --------------- | ---------------- | -- | - |
| 1980 | Porto Rico      | Non partecipanti | -  | - |
| 1984 | Brasile         | Non partecipanti | -  | - |
| 1988 | Uruguay         | Non partecipanti | -  | - |
| 1989 | Messico         | Secondo posto    | 6  | 2 |
| 1992 | Stati Uniti     | Campioni         | 6  | 0 |
| 1993 | Porto Rico      | Campioni         | 6  | 1 |
| 1995 | Argentina       | Non partecipanti | -  | - |
| 1997 | Uruguay         | Campioni         | 8  | 1 |
| 1999 | Porto Rico      | Campioni         | 10 | 0 |
| 2001 | Argentina       | Decimo posto     | 0  | 4 |
| 2003 | Porto Rico      | Campioni         | 10 | 0 |
| 2005 | Rep. Dominicana | Quarto posto     | 4  | 6 |
| 2007 | Stati Uniti     | Campioni         | 10 | 0 |
| 2009 | Porto Rico      | Non partecipanti | -  | - |
| 2011 | Argentina       | Non partecipanti | -  | - |
| 2013 | Venezuela       | Non partecipanti | -  | - |
| 2015 | Messico         | Non partecipanti | -  | - |
| 2017 | Argentina       | Campioni         | 5  | 0 |
| 2022 | Brasile         | Terzo posto      | 5  | 1 |

## Convocazioni

### Olimpiadi
Pallacanestro ai Giochi della XI OlimpiadeBalter, Bishop, Fortenberry, Gibbons, Johnson, Knowles, Lubin, Mollner, Piper, Ragland, Schmidt, Shy, Swanson, Wheatley, All. James Needles
Pallacanestro ai Giochi della XIV Olimpiade11 Beck, 12 Beard, 15 Groza, 23 Barker, 24 Lumpp, 26 Rollins, 27 Jones, 30 Boryla, 33 Barksdale, 55 Renick, 66 Carpenter, 77 Robinson, 90 Kurland, 99 Pitts,        All. Omar Browning
Pallacanestro ai Giochi della XV Olimpiade3 Hoag, 4 Hougland, 5 Keller, 6 Kelley, 7 Kenney, 8 Lienhard, 9 Lovellette, 10 Freiberger, 11 Glasgow, 12 McCabe, 13 Pippin, 14 Williams, 15 Bontemps, 16 Kurland,        All. Warren Womble
Pallacanestro ai Giochi della XVI Olimpiade3 Cain, 4 Hougland, 5 Jones, 6 Russell, 7 Walsh, 8 Evans, 9 Haldorson, 10 Tomsic, 11 Boushka, 12 Ford, 13 Jeangerard, 14 Darling,        All. Gerald Tucker
Pallacanestro ai Giochi della XVII Olimpiade3 West, 4 Bellamy, 5 Boozer, 6 Dischinger, 7 Haldorson, 8 Imhoff, 9 Kelley, 10 Lane, 11 Lucas, 12 Smith, 13 Arnette, 14 Robertson,        All. Pete Newell
Pallacanestro ai Giochi della XVIII Olimpiade4 Barnes, 5 Bradley, 6 Brown, 7 Caldwell, 8 Counts, 9 Davies, 10 Hazzard, 11 Jackson, 12 McCaffrey, 13 Mullins, 14 Shipp, 15 Wilson,        All. Henry Iba
Pallacanestro ai Giochi della XIX Olimpiade4 Clawson, 5 Spain, 6 White, 7 Barrett, 8 Haywood, 9 Scott, 10 Hosket, 11 Fowler, 12 Silliman, 13 Saulters, 14 King, 15 Dee,        All. Henry Iba
Pallacanestro ai Giochi della XX Olimpiade4 Davis, 5 Collins, 6 Henderson, 7 Bantom, 8 B. Jones, 9 D. Jones, 10 Forbes, 11 Brewer, 12 Burleson, 13 McMillen, 14 Joyce, 15 Ratleff,        All. Henry Iba
Pallacanestro ai Giochi della XXI Olimpiade - Torneo maschile4 Ford, 5 Sheppard, 6 Dantley, 7 Davis, 8 Buckner, 9 Grunfeld, 10 Carr, 11 May, 12 Armstrong, 13 LaGarde, 14 Hubbard, 15 Kupchak,        All. Dean Smith
Pallacanestro ai Giochi della XXIII Olimpiade - Torneo maschile4 Alford, 5 Wood, 6 Ewing, 7 Fleming, 8 Robertson, 9 Jordan, 10 Kleine, 11 Koncak, 12 Tisdale, 13 Mullin, 14 Perkins, 15 Turner,        All. Bob Knight
Pallacanestro ai Giochi della XXIV Olimpiade - Torneo maschile4 Richmond, 5 C.E. Smith, 6 Coles, 7 Hawkins, 8 Grayer, 9 C.D. Smith, 10 Anderson, 11 Augmon, 12 Majerle, 13 Manning, 14 Reid, 15 Robinson,        All. John Thompson
Pallacanestro ai Giochi della XXV Olimpiade - Torneo maschile4 Laettner, 5 Robinson, 6 Ewing, 7 Bird, 8 Pippen, 9 Jordan, 10 Drexler, 11 Malone, 12 Stockton, 13 Mullin, 14 Barkley, 15 Johnson,        All. Chuck Daly
Pallacanestro ai Giochi della XXVI Olimpiade - Torneo maschile4 Barkley, 5 Hill, 6 Hardaway, 7 Robinson, 8 Pippen, 9 Richmond, 10 Miller, 11 Malone, 12 Stockton, 13 O'Neal, 14 Payton, 15 Olajuwon,        All. Lenny Wilkens
Pallacanestro ai Giochi della XXVII Olimpiade - Torneo maschile4 Smith, 5 Kidd, 6 Houston, 7 Mourning, 8 Hardaway, 9 Carter, 10 Garnett, 11 Baker, 12 Allen, 13 McDyess, 14 Payton, 15 Abdur-Rahim,        All. Rudy Tomjanovich
Pallacanestro ai Giochi della XXVIII Olimpiade - Torneo maschile4 Iverson, 5 Marbury, 6 Wade, 7 Boozer, 8 Anthony, 9 James, 10 Okafor, 11 Marion, 12 Stoudemire, 13 Duncan, 14 Odom, 15 Jefferson,        All. Larry Brown
Pallacanestro ai Giochi della XXIX Olimpiade - Torneo maschile4 Boozer, 5 Kidd, 6 James, 7 Williams, 8 Redd, 9 Wade, 10 Bryant, 11 Howard, 12 Bosh, 13 Paul, 14 Prince, 15 Anthony,        All. Mike Krzyzewski
Pallacanestro ai Giochi della XXX Olimpiade - Torneo maschile4 Chandler, 5 Durant, 6 James, 7 Westbrook, 8 Williams, 9 Iguodala, 10 Bryant, 11 Love, 12 Harden, 13 Paul, 14 Davis, 15 Anthony,        All. Mike Krzyzewski
Pallacanestro ai Giochi della XXXI Olimpiade - Torneo maschile4 Butler, 5 Durant, 6 Jordan, 7 Lowry, 8 Barnes, 9 DeRozan, 10 Irving, 11 Thompson, 12 Cousins, 13 George, 14 Green, 15 Anthony,        All. Mike Krzyzewski
Pallacanestro ai Giochi della XXXII Olimpiade - Torneo maschile5 LaVine, 6 Lillard, 7 Durant, 8 Middleton, 9 Grant, 10 Tatum, 11 McGee, 12 Holiday, 13 Adebayo, 14 Green, 15 Booker, 40 Johnson,        All. Gregg Popovich
Pallacanestro ai Giochi della XXXIII Olimpiade - Torneo maschile4 Curry, 5 Edwards, 6 James, 7 Durant, 8 White, 9 Haliburton, 10 Tatum, 11 Embiid, 12 Holiday, 13 Adebayo, 14 Davis, 15 Booker,        All. Steve Kerr

### Campionati mondiali
Campionato mondiale maschile di pallacanestro 195016 Slocum, 19 Langdon, 20 Stanich, 22 Reese, 33 Kahler, 40 Metzger, 44 Parks, 55 Jaquet, 66 Fisher, 75 Heffley, 77 Williams,        All. Gordon Carpenter
Campionato mondiale maschile di pallacanestro 195411 Penwell, 12 Minter, 14 Retherford, 21 Gott, 22 Johnson, 24 Stratton, 33 Kelley, 34 Hamilton, 44 Sheets, 45 Born, 55 Solomon,        All. Warren Womble
Campionato mondiale maschile di pallacanestro 19593 Hodges, 4 Miller, 5 Olsen, 6 White, 7 Riley, 8 Coshow, 9 McDonald, 10 Jeangerard, 11 D'Antonio, 12 Vayda, 13 Welsh, 14 Baker,        All. Charles Bennett
Campionato mondiale maschile di pallacanestro 19634 Peterson, 5 Reed, 6 Gibson, 7 Adams, 8 Jackson, 9 Bowerman, 10 Torrence, 11 McCaffrey, 12 Ernst, 13 Shipp, 14 Smallwood, 15 Kojis,        All. Garland Pinholster
Campionato mondiale maschile di pallacanestro 19674 Benson, 5 Cunningham, 6 Silliman, 7 Paulk, 8 Barrett, 9 Clawson, 10 Carrier, 11 Miller, 12 Tucker, 13 Rhine, 14 Williams, 15 McKenzie,        All. Hal Fischer
Campionato mondiale maschile di pallacanestro 19704 Luchini, 5 Walton, 6 Brody, 7 Silliman, 8 Wolfe, 9 Washington, 10 Williams, 11 Wilmore, 12 Isaac, 13 McDonald, 14 Smith, 15 Hillman,        All. Hal Fischer
Campionato mondiale maschile di pallacanestro 19744 Lucas, 5 Burden, 6 Grote, 7 Oleynick, 8 Short, 9 Schmidt, 10 Buckner, 11 Gerard, 12 Meriweather, 13 Boswell, 14 Wilkins, 15 Kelley,        All. Gene Bartow
Campionato mondiale maschile di pallacanestro 19784 Hoffman, 5 D. Jackson, 6 Parker, 7 Delph, 8 Smith, 9 Hall, 10 Drollinger, 11 Schneeberger, 12 M. Jackson, 14 Wansley, 15 Kiffin,        All. Bill Oates
Campionato mondiale maschile di pallacanestro 19824 Carr, 5 Turner, 6 Jones, 7 Kitchel, 8 Kleine, 9 Pinone, 10 Reynolds, 11 Rivers, 12 Sundvold, 13 Thomas, 14 West, 15 Wiggins,        All. Bob Weltlich
Campionato mondiale maschile di pallacanestro 19864 Bogues, 5 Amaker, 6 Kerr, 7 K. Smith, 8 Elliott, 9 McKey, 10 Seikaly, 11 Robinson, 12 Hammonds, 13 Shaw, 14 Gilliam, 15 C. Smith,        All. Lute Olson
Campionato mondiale maschile di pallacanestro 19904 D. Smith, 5 Randall, 6 Mayberry, 7 Williams, 8 C. Smith, 9 Anderson, 10 Stith, 11 Day, 12 Gatling, 13 Laettner, 14 Owens, 15 Mourning,        All. Mike Krzyzewski
Campionato mondiale maschile di pallacanestro 19944 Dumars, 5 Price, 6 Coleman, 7 Kemp, 8 Smith, 9 Majerle, 10 Miller, 11 K. Johnson, 12 Wilkins, 13 O'Neal, 14 Mourning, 15 L. Johnson,        All. Don Nelson
Campionato mondiale maschile di pallacanestro 19984 Langdon, 5 Hawkins, 6 Garris, 7 Sasser, 8 J. King, 9 Edwards, 10 Oliver, 11 Alexis, 12 G. King, 13 Wood, 14 Amaya, 15 Miller,        All. Rudy Tomjanovich
Campionato mondiale maschile di pallacanestro 20024 Finley, 5 B. Davis, 6 A. Miller, 7 O'Neal, 8 A. Davis, 9 Pierce, 10 R. Miller, 11 Marion, 12 Williams, 13 Wallace, 14 Brand, 15 LaFrentz,        All. George Karl
Campionato mondiale maschile di pallacanestro 20064 Johnson, 5 Hinrich, 6 James, 7 Jamison, 8 Battier, 9 Wade, 10 Paul, 11 Bosh, 12 Howard, 13 Miller, 14 Brand, 15 Anthony,        All. Mike Krzyzewski
Campionato mondiale maschile di pallacanestro 20104 Billups, 5 Durant, 6 Rose, 7 Westbrook, 8 Gay, 9 Iguodala, 10 Granger, 11 Curry, 12 Gordon, 13 Love, 14 Odom, 15 Chandler,        All. Mike Krzyzewski
Campionato mondiale maschile di pallacanestro 20144 Curry, 5 Thompson, 6 Rose, 7 Faried, 8 Gay, 9 DeRozan, 10 Irving, 11 Plumlee, 12 Cousins, 13 Harden, 14 Davis, 15 Drummond,        All. Mike Krzyzewski
Campionato mondiale maschile di pallacanestro 20194 White, 5 Mitchell, 6 Harris, 7 Smart, 8 Barnes, 9 Brown, 10 Tatum, 11 Plumlee, 12 Turner, 13 Lopez, 14 Middleton, 15 Walker,        All. Gregg Popovich
Campionato mondiale maschile di pallacanestro 20234 Haliburton, 5 Bridges, 6 Johnson, 7 Ingram, 8 Banchero, 9 Portis, 10 Edwards, 11 Brunson, 12 Hart, 13 Jackson, 14 Kessler, 15 Reaves,        All. Steve Kerr

### Campionati americani
Campionato americano maschile di pallacanestro 19894 Perry, 5 Monroe, 6 Matthews, 7 Payton, 8 Corchiani, 9 Dennis, 10 Simmons, 11 Davis, 12 Bullard, 13 Owens, 14 Laettner, 15 D. Smith,        All. Bobby Cremins
Torneo americano maschile di pallacanestro di qualificazione alle Olimpiadi 19924 Laettner, 5 Robinson, 6 Ewing, 7 Bird, 8 Pippen, 9 Jordan, 10 Drexler, 11 Malone, 12 Stockton, 13 Mullin, 14 Barkley, 15 Johnson,        All. Chuck Daly
Campionato americano maschile di pallacanestro 19934 White, 5 Weems, 6 Neal, 7 Recasner, 8 Mason, 9 Jordan, 10 Ellis, 11 Jent, 12 T. Martin, 13 Rahilly, 14 B. Martin, 15 Copa,        All. Mike Thibault
Campionato americano maschile di pallacanestro 19974 LaRue, 5 Beck, 6 Farmer, 7 Sasser, 8 Martin, 9 Griffin, 10 Jordan, 11 Holmes, 12 Burns, 13 Millard, 14 Williams, 15 McDonald,        All. Morris McHone
Campionato americano maschile di pallacanestro 19994 Smith, 5 Kidd, 6 Houston, 7 Hamilton, 8 Hardaway, 9 Gugliotta, 10 Garnett, 11 Baker, 12 Szczerbiak, 13 Duncan, 14 Payton, 15 Brand,        All. Larry Brown
Campionato americano maschile di pallacanestro 2001Banks, Ferguson, Rambo, Holland, Dartez, Griffin, Scott, Holman, Brown, Edwards, All. Dan Sparks
Campionato americano maschile di pallacanestro 20034 Iverson, 5 Kidd, 6 McGrady, 7 O'Neal, 8 Carter, 9 Collison, 10 Bibby, 11 Martin, 12 Allen, 13 Duncan, 14 Brand, 15 Jefferson,        All. Larry Brown
Campionato americano maschile di pallacanestro 20054 Edney, 5 Perry, 6 Greer, 7 Bell, 8 Scales, 9 Hamilton, 10 Slay, 11 Chubb, 12 Felix, 13 McGhee, 14 Beasley, 15 Lang,        All. Morris McHone
Campionato americano maschile di pallacanestro 20074 Billups, 5 Kidd, 6 James, 7 Williams, 8 Redd, 9 Prince, 10 Bryant, 11 Howard, 12 Stoudemire, 13 Miller, 14 Chandler, 15 Anthony,        All. Mike Krzyzewski
Campionato americano maschile di pallacanestro 20174 Marshall, 5 Baron, 6 Drew, 7 R. Williams, 8 C.J. Williams, 9 Munford, 10 Hearn, 11 Plumlee, 12 Hilliard, 13 Warney, 14 Holmes, 15 Brown,        All. Jeff Van Gundy
Campionato americano maschile di pallacanestro 20224 Mason, 5 Cole, 6 Pargo, 7 Meeks, 8 McCaw, 9 Sword, 10 Pemberton, 11 Davis, 12 Lamb, 13 Cheatham, 14 Clark, 15 Zimmerman,        All. Alex Jensen

### Giochi panamericani
Pallacanestro maschile ai I Giochi panamericaniAdkins, Atha, Babcock, Barksdale, Faszholz, Gilbert, Kern, Lambdin, Leslie, E. Longfellow, Murray, O'Neill, Powell, Turner, All. Hal Fischer, John Longfellow
Pallacanestro maschile ai II Giochi panamericani3 Kenney, 4 Faulkner, 5 Leslie, 6 Williams, 7 LeBuhn, 8 Rundell, 9 Poole, 10 Wilfong, 11 Byrd, 12 Kelley, 13 Hoverder, 14 Olson, 15 Silas, 16 Paxson,        All. Norm Pilgrim
Pallacanestro maschile ai III Giochi panamericani3 Adams, 4 Bon Salle, 5 West, 6 Boushka, 7 Byrd, 8 Evans, 9 Goldstein, 10 Haldorson, 11 Jeangerard, 12 Robertson, 13 Swartz, 14 Smith, 15 Thompson, 16 Boozer,        All. Fred Schaus
Pallacanestro maschile ai IV Giochi panamericaniAdams, Bradds, Ernst, Gibson, Jackson, Kojis, McKinney, Peterson, Reed, Shipp, Smallwood, Torrence, All. Garland Pinholster
Pallacanestro maschile ai V Giochi panamericaniCarey, Carrier, Clawson, Dove, Fowler, Logan, Rhine, Silliman, Sullivan, Unseld, White, Williams, All. Hal Fischer
Pallacanestro maschile ai VI Giochi panamericani4 Taylor, 5 Davis, 6 Wilmore, 7 Ford, 8 Forbes, 9 Terry, 10 McAdoo, 11 Chones, 12 Witte, 13 Jones, 14 Westphal, 15 Buse,        All. Jim Gudger
Pallacanestro maschile ai VII Giochi panamericani4 Davis, 5 Birdsong, 6 Bond, 7 Parkinson, 8 Hassett, 9 Grunfeld, 10 Douglas, 11 Cook, 12 Robey, 13 LaGarde, 14 Rollins, 15 Parish,        All. Marv Harshman
Pallacanestro maschile agli VIII Giochi panamericani4 Miller, 5 O'Koren, 6 Clancy, 7 Tolbert, 8 Duren, 9 Vranes, 10 Macy, 11 McHale, 12 Thomas, 13 Sampson, 14 Lester, 15 Woodson, 16 Brooks,        All. Bob Knight
Pallacanestro maschile ai IX Giochi panamericani4 Cage, 5 Jordan, 6 Master, 7 Mullin, 8 Perkins, 9 Pinckney, 10 Price, 11 Reynolds, 12 Sitton, 13 Stokes, 14 Tisdale, 15 Wood,        All. Jack Hartman
Pallacanestro maschile ai X Giochi panamericani4 Smart, 5 Richardson, 6 Lebo, 7 Berry, 8 Dembo, 9 Lane, 10 Anderson, 11 Chapman, 12 Ellison, 13 Manning, 14 Garrett, 15 Robinson,        All. Denny Crum
Pallacanestro maschile agli XI Giochi panamericani4 Bennett, 5 Dehere, 6 T. Hill, 7 Williams, 8 Jackson, 9 Murray, 10 Keefe, 11 G. Hill, 12 Weatherspoon, 13 Laettner, 14 Montross, 15 Peplowski,        All. Gene Keady
Pallacanestro maschile ai XII Giochi panamericani4 Weems, 5 Wynder, 6 Gay, 7 Thomas, 8 Robinson, 9 Davis, 10 Jamerson, 11 Lewis, 12 Martin, 13 White, 14 Williams, 15 Paddock,        All. Mike Thibault
Pallacanestro maschile ai XIII Giochi panamericani4 Bailey, 5 Hawkins, 6 Blackwell, 7 Thomas, 8 Steigenga, 9 Holmes, 10 Williams, 11 Martin, 12 Moore, 13 Houston, 14 D. Smith, 15 Lindeman,        All. Morris McHone
Pallacanestro maschile ai XIV Giochi panamericani4 Barrett, 5 Gordon, 6 Hill, 7 Mouton, 8 Stepp, 9 Jackson, 10 Childress, 11 Paulding, 12 Hayes, 13 Diogu, 14 Johnson, 15 Okafor,        All. Tom Izzo
Pallacanestro maschile ai XV Giochi panamericani4 Maynor, 5 Low, 6 Reynolds, 7 Neitzel, 8 Weaver, 9 Ellington, 10 Foster, 11 Leunen, 12 Gist, 13 Dorsey, 14 White, 15 Hibbert,        All. Jay Wright
Pallacanestro maschile ai XVI Giochi panamericani4 Ahearn, 5 Dentmon, 6 Dyson, 7 Ehambe, 8 Sloan, 9 Major, 10 Sumpter, 11 Lyons, 12 Thomas, 13 Lewis, 14 Butch, 15 Stiemsma,        All. Nate Tibbetts
Pallacanestro maschile ai XVII Giochi panamericani4 Trimble, 5 Langford, 6 Brown, 7 Baker, 8 Brogdon, 9 Valentine, 10 Long, 11 Randolph, 12 Wilkins, 13 Tarczewski, 14 Prince, 15 Hollins,        All. Mark Few
Pallacanestro maschile ai XVIII Giochi panamericani2 Gillespie, 4 Reeves, 5 Alexander, 6 Cale, 7 Duke, 8 Heron, 9 Samuels, 10 Powell, 11 Diallo, 12 Wideman, 14 Watson, 15 Groselle,        All. Ed Cooley

## Nazionali giovanili
- Nazionale Under-19 di pallacanestro degli Stati Uniti d'America
- Nazionale Under-18 di pallacanestro degli Stati Uniti d'America